# Gyergyóremete
Gyergyóremete (románul Remetea) falu Romániában, Hargita megyében.

## Fekvése
Gyergyószentmiklóstól 18 km-re északnyugatra a Maros mellett fekszik Ditróval és Csutakfalvával összenőve. Gyergyóremete, Hargita megye egyik nagy községe, a Gyergyói-medence északkeleti részén fekszik, a Görgény-hegység vulkáni vonulatának aljában, átlag 750 m tengerszint feletti magasságban. A község területe 10 600 hektár, amelyből belterület 462 hektár.
Orbán Balázs a falu földrajzi fekvését így mutatja be: „Remete Ditróval szemben, a Maros bal parti magaslatán, a Kőpatak völgyében igen regényesen fekszik.”
Természeti viszonyait a hegyközi medencék sajátos formái határozzák meg. A Maros hordaléka által kialakított lapályos területet nyugat felé patakvölgyektől szabdalt dombságok követik, amelyeket a Görgény vulkanikus hegyei váltanak fel. A Görgényt az újharmadkori (neogén) vulkánosság hozta létre. Fő kőzete az andezit. A községbe érkezőnek máris csodálatos látványt jelentenek az Észak-Görgény Remete felől látható csúcsai: Kereszthegy (1517 m), Kecskekő (1483 m), Batrina vagy Bătrîna (1634 m), amelyek a Fancsal kialudt vulkán kráterperemének legmagasabb részei.

## Nevének eredete
A hagyomány szerint a község alapítója egy Kendeffy Bonifác nevű ferencrendi szerzetes volt, aki Martinuzzi Fráter György bíboros, Erdély kormányzója (1541-1551) mellett apródi, majd hivatalnoki állást töltött be. 1551 decemberében Fráter Györgyöt alvinci kastélyában Castaldo és Sforza Pallavicini osztrák generálisok meggyilkoltatják. Nem tudhatni Kendeffy viszonyát az ura elleni merényletben, de az esemény után Temesvárra menekül. A közelgő török veszély elől Kolozsvárra megy, ahol beáll a ferences rendbe. Néhány év múlva Székelyföld felé bujdosik. A hagyomány szerint a Görgényi-havasok, pontosabban Kereszthegy felől érkezett e vidékre, leereszkedvén a későbbi községet átszelő Kőpataka mentén a Maros felé. A patak elnevezését is neki tulajdonítják. A Maros bal partja feletti dombon telepedett meg, magányosan visszavonultan élve. Innen a falu elnevezése: REMETE. Ez 1560 táján történhetett.

## Megközelítése
- Vasúton a CFR 400-as vasúti fővonalán (Brassó–Szatmárnémeti) érhető el a község. A gyergyóditrói vasútállomástól érkezhetünk a két kilométerre levő községközpontba.
- Autóval Gyergyószentmiklós vagy Maroshévíz irányából, a DN 12-es (E578) műúton Ditró központjából Remete felé letérve 4 km után érkezünk a községbe.

## Éghajlata
Éghajlatára a hegyközi területek településeinek időjárásviszonya jellemző: hosszú és hideg telek, rövid, de viszonylag meleg nyarak. Az évi középhőmérséklet 5,1-5,5 °C. Az évi napfénytartam 1600-1700 óra. A levegő relatív páratartalma nagy, októbertől nyár elejéig meghaladhatja a 80%-ot, de júliusban is legalább 70%. Ezért a ködképződés gyors és tartós.
A derült napok évi átlaga alig 80, a fagyos napoké elérheti a 160-at. Gyakoriak a késő tavaszi fagyok, gyakran még júniusban is. A kora ősziek pedig már szeptember elején jelentkeznek. Mindezt kárpótolja azonban egy hosszú, napfényes ősz.
A csapadék évi középértéke 600 mm/négyzetméter. A szélcsend gyakorisága 55-60%, decemberben és januárban 70%.
Remetén átfolyik Erdély leghosszabb folyója, a Maros. Teljes hossza 803 km, amelyből Romániában 768 km, Hargita megyében 80 km szakaszon folyik. Elnevezése kelta eredetű: „muor” = láp és „acha” = folyó, azaz „moraha” = lápi folyó. Délről érkezik és nagy kanyarokat leírva északi irányban hagyja el a falut. A helység lakott részén a Marosba ömlő patakok: nyugatról a község központját is átszelő Kőpataka, valamint a Veszes-patak és Kecskekő-patak vizeit felvevő Eszenyő-pataka. A Martonka-pataka az 1970-es években elnéptelenedő Martonka nevű falurész éltető vize volt. Keleti irányból a Güdüc és Ditró-pataka bővíti a Maros vízhozamát.

## Története

### Megalakulás
Első lakói a 16. században Ditróból érkeztek ide. 1725-ben szakadt el Ditrótól és Szárhegytől önálló egyházközségként.
Egykori temploma egy villámcsapás következtében leégett, helyén épült fel 1771-ben a mai templom. 1892-ben és 1898-ban a falut tűzvész, 1913-ban árvíz pusztította. 1910-ben 6207 lakosa volt. A trianoni békeszerződésig Csík vármegye Gyergyószentmiklósi járásához tartozott. 1992-ben 6504 lakosából 6470 magyar és 34 román volt.
Remete a történelmi forrásokban Remete, Remethe, Remeteh, Gyergyóremete és Gyergyó Remete formákban jelenik meg.
Remete első okleveles említése egy 1567-es összeírás, amelyik Gyergyó népességét regisztrálja. Ebben Remete 6 kapuval, mintegy 30 lélekkel van bejegyezve. Az első telepes családfők nevei: László György, László István, Tamás Dávid és Antal Mihály. Az 1614-es Lustra Siculorumban Remete, mint a Gyergyói-medence legkisebb helysége 28 kapuval szerepel. Jelentős dokumentációs értékkel bír az 1702-es Registrum Sedis Siculicalis Csík Superiorus, amelyik feltünteti a családneveket a székelyeknél hagyományos katonai szervezet kritériumai szerint. A falu lakossága ekkor 90 család, amelyből 72 katonacsalád.

### Önállósulás
1726-ig Remete a szomszédos Ditróhoz tartozott. Ebben az évben a falu függetlenedik Ditrótól, és az újból indított anyakönyv szerint a helységben 117 család lakik. Az 1763-as év két vonatkoztatásban is jelentős. Csergő Ferenc plébános egy trivális iskoláról tesz jelentést és megemlíti, hogy a faluban 834 lélek él. Szintén ebben az évben Mária Terézia elrendeli a székely határőrezredek felállítását. A székelység ellenállását az osztrák hatóságok 1764. január 7-én a madéfalvi mészárlással törték meg. Remetén a falu akkori bírója és a tanító megpróbálták rávenni a lakosságot a határőrségbe való jelentkezés megtagadására és a lecsillapításukra küldött császári katonákkal összetűztek. Utólag a két „bujtogatót” a hatóságok letartoztatták, további sorsukról nincs tudomásunk.
Jelentős változásokat hozott a 19. század. 1820-ban örmények telepednek be a faluba: a Mélik, Bogdán, Kápálb, Kápdebó, Zakariás és Dobribán családok. Hamarosan kezükbe kerül az erdőkitermelés és az ehhez kapcsolódó tutajozó kereskedelem. Megkaparintják a hitelezések során eladósodott családok birtokait. A század végére már az így összegyűjtött birtokok mennyisége 665 kataszteri hold volt. Mindez meggyorsította a faluközösség felbomlását.
Ugyanakkor az örménységnek köszönhető a polgári fejlődés felgyorsulása a század végén. Megnőtt a kereskedelem és pénzforgalom. Az amatőr színjátszás, olvasókör és könyvtár létesítése, a március 15.-i ünnepélyek hagyományossá tétele, szegény, de tehetséges tanulók anyagi segítése fűződik a nevükhöz.
Monumentális építkezéseikkel alakították ki a község központjának még ma is meglévő arculatát is.

### Gyergyóremete a szabadságharcokban
A magyarság nagy szabadságharcaiban Remete is részt vállalt. A II. Rákóczi Ferenc vezette szabadságharcban (1703-1711) 50 remetei felkelő nevét ismerjük, akik a négy gyergyói századból Turi Mihály századában harcoltak.
Az 1848–49-es forradalom és szabadságharcból mintegy 90 remetei nevével találkozunk, közöttük őrnagy, több százados és hadnagy, de az 1867 után elkészült jegyzék valószínűleg nem teljes. Az agyagfalvi székely nemzetgyűlés (1848. október 16.) határozata, amelyik szerint a székelység kivonja magát a gubernium hatósága alul és megtagadja a General Comando-tól való függést, elindította az ellenforradalmi erők azonnali támadását.
Az első katonai támadás Székelyföldet Remete és Ditró felől érte. Maros-Torda vármegye felől több ezer főből álló osztrák és román fegyveres támadt Gyergyóra, akikhez még a szász székek felfegyverezett polgárai is csatlakoztak. A kis létszámú, zömében remeteiekből és ditróiakból álló gyergyói haderő, a bátorságáról híres remetei Bernád Imre százados (később őrnagy) vezetésével Várhegy és Remete között verte szét a támadók seregét. A szászrégeni ütközetben a remeteiek elszántsága csikarta ki a honvédsereg győzelmét.
Az erdélyi Vaskapu melletti vajszlovai csatában (1849. április 16.) a remetei Portik főhadnagy csapatának bravúros teljesítménye ihlette a szemtanú Petőfit „A székelyek” című versének a megírására és a székely vitézség jellemzésére: „Általában csak annak lehet fogalma a székely vitézségről, aki maga látja. Ezek valóban csodagyerekek, mert nagyrészük jóformán gyermek. Nyugodt bátorsággal, mondhatni kimért lépésekkel haladtak a csatában előre, folyvást, biztosan, mint a réten a kaszások … A lövöldözést hamar megunják és szuronyt szegezve rohannak, s velük rohan az enyészet; az ellenségnek nem maradt más, mint futni vagy meghalni.”  
1849 augusztusa elején Csíkot és Gyergyót fokozatosan megszállják a császári és cári csapatok. A császári biztos augusztus 7-én kelt kiáltványát, amelyik a fegyverek beszolgáltatására és a gazdasághoz való visszatérésre szólította fel a lakosságot, a gyergyói falvak közül Remete és Ditró megtagadta. E magatartást követte az 1849. augusztus 18-án kiadott fenyegető felszólítás, amelyik szerint „a legkeményebb büntetés terhe alatt … Ditróban és Remetén minden névvel nevezendő fegyverek és lőszerek a néptől egy névjegyzék mellett rögtön beszedessenek.”
A lakosság ellenállását és a világosi fegyverletételt követő hónapok forradalmi hangulatát Remetén máig megtartotta e község felsőrészén, Csutakfalván a Kossuth-tér elnevezés.

### Kivándorlás
A 19. század második felétől a közeli erdők kivágása és végső soron 1907-1909 között a vasút megépítése következtében a tutajozás fokozatosan megszűnik.
A lakosság jelentős része számára nem maradt más hátra, mint a távoli vidékek erdőin munkát keresni. A korabeli sajtó gyakran tudósít az erdő munkával kapcsolatos munkaerő vándorlásról. A Csíki Lapok egyik 1898 évi közleménye szerint „ez évben különösen Gyergyóremetéről mentek ki tömegesen munkások, állítás szerint mintegy 500-an”.
Betegh Imre remetei plébános feljegyzése szerint „az országnak alig van része, hova munka és foglalkozás tekintetében el ne jutnának”. Ugyanakkor a községhez még közel eső erdők kitermelésére, vagy később a munkalehetőséget jelentő vasút építésére is idegenből (például Boszniából) hoztak munkásokat.
Így történt meg, hogy a laposnyai és mogyorópataki erdők tulajdonosa, báró Bánffy idegenből hozott munkásait a felháborodott lakosság elűzte. A község vezetősége tárgyalásba kezdett a báróval, hogy az erdőkitermelésre alkalmazzon helyi munkásokat. A báró hajthatatlan maradt, sőt hatósági engedélyt kapott egy század katonaság beszállásolására egy hadnagy vezetésével. A remeteiek szembe szálltak a katonákkal is és a báró kénytelen volt kivonni a századot a helységből. Győzelmüknek nem sokáig örvendhettek, mert Bánffy beperelte a községet és pert nyert. Az idegenből hozott kétszáz munkásának két évi bérét, valamint a katonaság remetei tartózkodása és útja költségeinek megtérítését követelte. A község nem tudott fizetni és ezért elveszítette erdeinek egy harmadát. Az esemény emléke máig fenn maradt, és a hadnagy szálláshelyét ma is Hadnagy dombjának nevezik a remeteiek.
A trianoni döntés utáni új helyzetben, a két világháború között az erdő munka vált a lakosság nagy hányadának az alapfoglalkozásává. A gyergyóremetei erdei munkás jelen volt Karácsonkőtől Karánsebesig és Gyulától (Szeben megye) Kovásznáig majdnem valamennyi fakitermelő telepén. A termőföld gyenge minősége miatt a mezőgazdaság fejletlenségére utal az a tény is, hogy még a 15-20 holdas gazdák is aktívan kivették részüket az erdei munkában.
Ugyanakkor a népszaporulat üteme Gyergyóban Remetén volt a legnagyobb: 1910-ben 6207 lakós, 1930-ban 6802 lakós, 1941-ben 7300 lakós. A megnövekedett lakosság és a munka lehetőségek keresése indította el az 1920-as években a „népfelesleg” elvándorlását. A kivándorlás egyik iránya Szászrégen és Marosvásárhely környéke, másik iránya Szilágy megye. Jelentős volt a Dél-Amerikába kitelepedők száma is. 1926-1928-ban mintegy 150 család távozott a községből. 1940-ben újabb kivándorlási hullám jelentkezett. Közel 200 család hagyta el Remetét. Az elvándorlás új iránya ezúttal Szatmár megye. Közülük nagyon sokan 1944-1945-ben a Dunántúlra, Biatorbágyon telepedtek le.
A második világháború nehézségei, de különösen az 1946-os nagy éhség nyomán 233 család hagyta el otthonát és költözött Szászrégen, Marosvásárhely és Szászváros környékére.

## Népessége
Lakossága a 2002-es népszámlálási adatok szerint 6.316 fő. Ebből magyar 6269 fő, román 46 fő, csángó 1 fő. Felekezeti megoszlás szerint római katolikus: 6176, református: 49, ortodox: 32, unitárius: 8, evangéliumi keresztény 3, óhitű ortodox, zsinat-presbiteri evangélikus-lutheránus és ágostai evangélikus: 1-1-1, felekezeten kívüli: 7, egyéb: 35

## Látnivalók

### Szent Lénárd-plébániatemplom

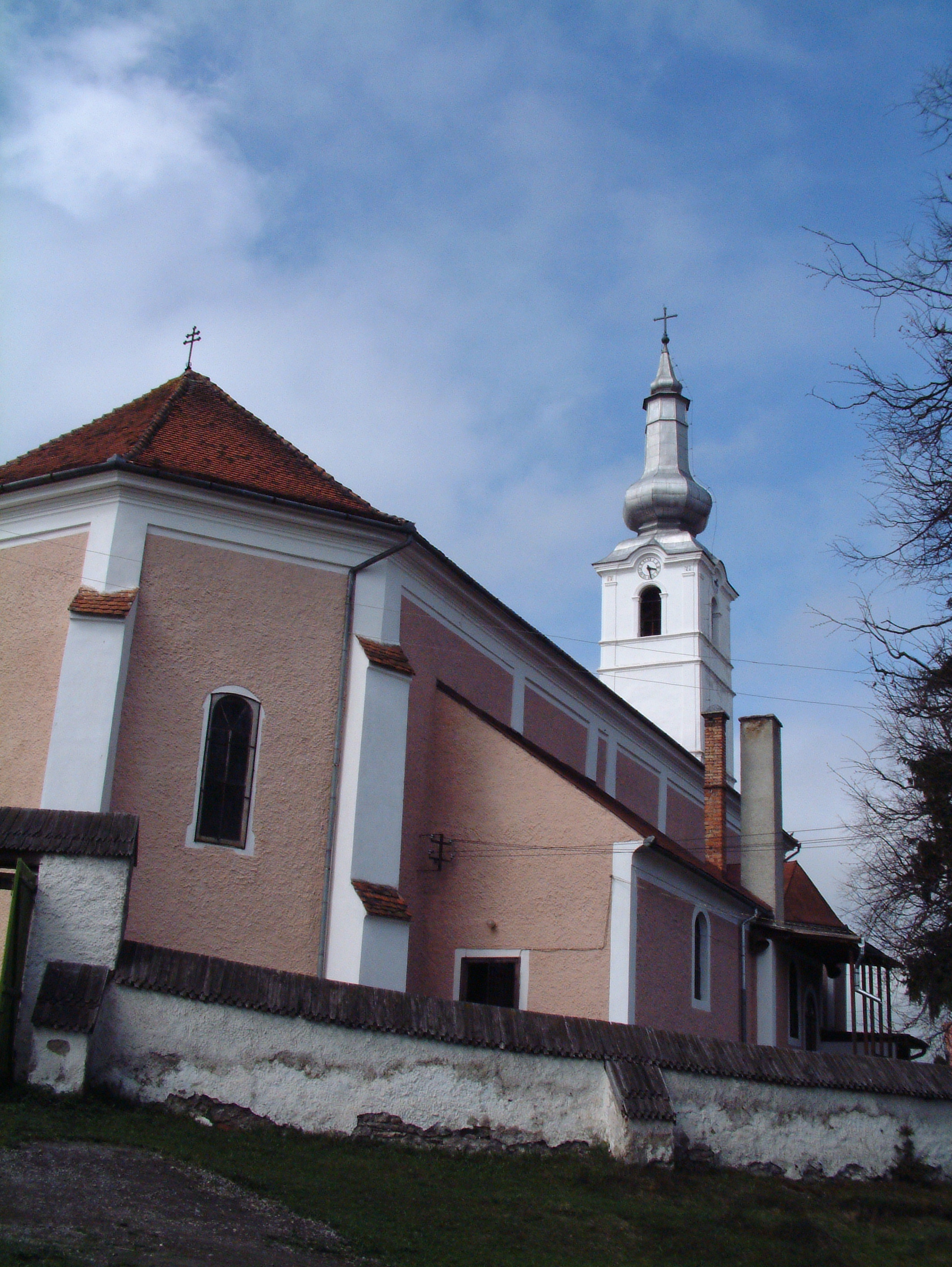
A Szent Lénárd-templom

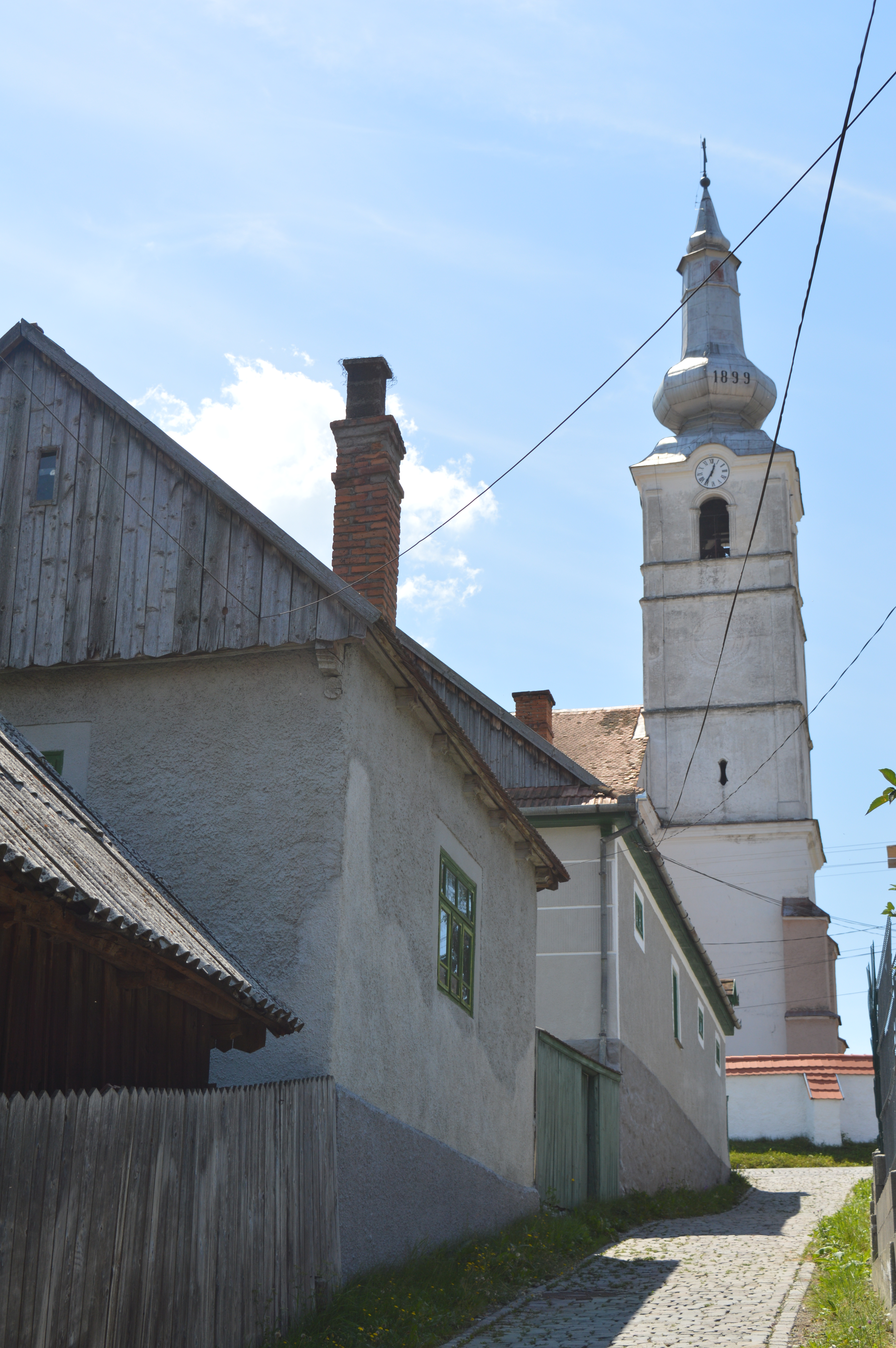
Gyergyóremete – a Szent Lénárd-templom a Bonifác utcáról nézve, 2015-ben

1944-ben az egyházi levéltár nagy részének megsemmisülése miatt a templomépítés dokumentumai hiányosak, sőt ellentmondásosak.
Az elpusztult okmány 1567-ből tesz említést templomról. Egy 1939. október 8-án készült egyháztanácsi jegyzőkönyvben Szabó József igazgató-tanító az ősi templom nyomai után kutatva így ír: „1933-ban Orosz Endre az Erdélyi Múzeum Egylet akkori titkárával megállapítottuk ősi templomunk nyomait, melynek létezéséről az egyházi levéltár 1567-ben tesz említést, s mely 1771-ben tűzvész áldozata lett. Az említett felfedezés óta állandóan foglalkoztatott az a kérdés, hogyan lehetne fényt deríteni a feledés homályába merült templomra. Az Erdélyi Múzeum Egyesület ez évi gyergyószentmiklósi kiállítására Zárug Lukács építész, mérnök-jelölt által készített ősi templom rajzok indítottak arra, hogy a nevezettnek szakszerű közreműködését kérjem, aki készséggel tett eleget kérésemnek és a hónap harmadikán befejeztük négynapi munkával a templom fundamentumának teljes feltárását. Az eredmény meglepő volt, mert a szájhagyománnyal ellentétben nem fatemplom, hanem egy 22 méter hosszú és 8 méter széles, 80 centiméter vastag falú erős támpillérekkel ellátott kőből épült, cseréppel fedett templom romjait hoztuk a napvilágra.”
A jegyzőkönyvben említett templom építésének adatai tévedésen alapulnak. Ugyanis az 1567-ben mindössze 6 kapuval, legtöbb 30 lélekkel bejegyzett falucskának nem lehetett szüksége, sem anyagi lehetősége ilyen méretű templomot építeni. Az ugyanazon okmányban huszonhat kapuval bejegyzett szomszédos Ditrónak sem volt nagyobb temploma. A feltárt leletek egy 1726-ban épített templomra utalnak, amikor már 585 lakosa volt Remetének, és az egyházi szükséglet, valamint a falu gazdasági potenciálja megengedhette egy 22 méter hosszú kőtemplom építését. Az Erdélyi jezsuiták által kiadott Apostol című hetilap (a betiltott Szív folytatása) 1937-ben sorozatban jelentette meg a gyergyói települések történetét. Az Apostol 1937-es évfolyamának 6. száma „Remete község, kápolna a rengeteg közepén” címen ugyancsak templom építésről tesz említést, 1726-ból. A 18. század elején az állítólag még Kendeffy Bonifác idejében épített fakápolna még létezhetett, hiszen 1714-ben XI. Kelemen pápa Pünkösd napjára búcsút engedélyezett Remetének.
A jelenlegi templom építésének dátuma is ellentmondásos. Az adatok csak abban egyeznek, hogy az előző templom tűzvészben elpusztult, de a lakosság hozzájárulásával egy év alatt újra épült. Egy 1938-ban készült egyháztanácsi jegyzőkönyv szerint a tűzvész 1771-ben volt, az Apostol közleménye szerint viszont 1778-ban. A torony oldalán ma is olvasható az 1771-es dátum. Ezt erősíti meg az is, hogy az egyik mellékoltár 1776-ban épült, ami feltételezi, hogy a templomnak már léteznie kellett.
A latin kereszt alaprajzú templom hossza 41 méter, szélessége 12 méter. Végleges formája a 19. században alakult ki, amikor 1899-ben a Mélik család anyagi hozzájárulásával a szentélyt 6 méterrel megnagyobbították. Tornya 47 méter magas és osztópárkányokkal öt egyenlőtlen részre tagolt, felső részén négy félköríves záródású ablakkal.
A templom belseje barokk elrendezésű. Az építtető Hanzer Dániel plébános 1775-ben megvakul és Szabó József személyében segédlelkészt kap, aki a templom berendezését nagyrészt saját költségén 1777-ig elvégzi.
A hosszhajó pilaszterekkel 5 részre tagolt, boltíves mennyezetű. A pilaszterek négyszögletesek, fejezetük kétszeres párkányban végződik. A hossz- és kereszthajó találkozásánál levő négy pilaszter fejezetét kagyló és voluta díszíti. A szentély a hosszhajó magasságában épült, háromszorosan karéjozott, boltíves záródású. A főoltár a felirat szerint 1787-ben készült sztipesze négyszögletű, kissé mélyített. Retabuluma törtíves, párkányos záródású. Az oltárkép Szent Lénárdot ábrázolja, körülötte bilincsbe vert rabokkal, akik szabadságért könyörögve kezüket a püspök felé nyújtják. Fölötte medálion látható ezüst színű mezőben „In honorem Sancti Leonardi Abbatis 1784” felirattal.
Szabadtéri oltár a régi templom helyén
Az oltárkép két oldalán két-két kompozit oszlop között két szobor látható. A bal oldali Keresztelő Szent Jánost ábrázolja, jobb kezével a lába előtt levő bárányra mutatva, bal kezében „Ecce Agnus Dei” (Íme, az Isten Báránya) feliratú zászlót tartva. A jobb oldali szobor a fához kötözött tele nyilazott testtel és a fájdalomtól eltorzul arccal a vértanú Szent Sebestyént ábrázolja. Felettük négy puttó között tálcával a kezükben az adakozót ábrázoló két szobor áll. Középen medálion kép: Szűz Mária átadja a rózsafüzért Szent Domokosnak. Az oltár felső részét voluta és rokokó girland díszíti.
A főoltár melletti két alakos, polikróm szobor közül a jobb oldali Szűz Máriát, a bal oldali Krisztust ábrázolja. Stílusuk bajor hatásra utal. Mindkettő Molnár Károly iskolaigazgató ajándéka a század elejéről.
A szentély dísze a három színes üvegablak. A Szűz Máriát és Jézust ábrázolók Puskás Antal és neje, a Szent Józsefet a kisdeddel ábrázolók Puskás József főgondnok ajándéka 1908-ból.
A bal oldali mellékoltár 1776-ban készült, Galaci Tamás műve. Retabulumának záródása törtíves párkányzatú. A négy ión stílusú oszlop a Szentháromságot ábrázoló képet fogja közre. A kép feletti felirat szövege „Uni et trino sumit. Tomae Galaci de Remete 1776. Szekula Jakab adományából három oltár javíttatott 1899.” Az örmény Szekula Jakab 1899-ben 1300 forintot adományozott az oltárok javítására és a hármas kereszt fenntartására. Az oszlopok közötti két alakos szobor közül a bal oldali kulcsokkal a kezében Szent Pétert, a jobb oldali karddal Szent Pált ábrázolja. Az oltár felső részén két pilaszter között medálion kép a kis Jézust karján tartó Szent Józseffel. Két oldalt volután ülő puttók láthatók.
A jobb oldali mellékoltár a felirat szerint Szász Ferenc műve 1781-ből. 1870-ben Szász György megjavíttatta, aki 1866 és 1872 között jegyző volt Remetén. Fő dísze a kisded Jézust karján tartó Szűz Mária-kép. A bal alsó sarkában levő felirat szerint – Cur. Fie; Moises Lázár 1780 – a szárhegyi Lázár család ajándéka. Alatta olvashatatlan örmény betűs írás, valószínű a készítő neve. Az oltárkép két oldalán kompozit oszlopok között két szobor közül a jobb oldali a vértanúságot szenvedett kerékbe tört Alexandriai Szent Katalint ábrázolja. Kezében a kivégzésre utaló kerék és kard.
A bal oldali feltételezhetőleg Szent Alajos. Stílusuk után ítélve a két szobor nem egy időben és nem ugyanattól a mestertől származnak. Az oltár mellvédszerű tagolt felső részét medálion kép, voluta és puttók díszítik.
A hosszhajó berendezésének része még a szószék. Baloldalt pilaszter kötegen és konzolon áll. Mellvédjét a négy evangélista ülő szobra díszíti, közöttük barokk girland. Hangvetője harang alakú, volutás dekorációval, felette a Sátánon győzedelmeskedő Mihály arkangyal szobrával.
A hosszhajó nyugati részén a kórus, illetve orgonakarzat architrávja két zömök, kannellurozatlan dór fejezetű oszlopon nyugszik. A templom orgonája 1879-ben készült és Vas István marosvásárhelyi orgonaépítő műve.
A kereszthajó észak-dél tájolású. Déli kápolnája egyúttal a templom főbejárata is. A bejárat frontja timpanonos kiképzésű. A középen levő szoborfülkében Nepomuki Szent János szobra látható, aki a néphit szerint a vizek elapadásától és a víz okozta károktól véd. A prágai érsek helynöke volt, akit 1393-ban a Moldva vizébe fojtottak. Az eredeti fából készült és a plébánián tekinthető meg. A fülkében levő másolat Burján Gál Emil gyergyószentmiklósi szobrász művész munkája. Belépve jobboldalt Szent Antal alakos szobra látható. A kápolna mennyezete négyrészesen karéjozott, enyhén boltíves záródású.
A kereszthajó északi kápolnája előtti szobor Szent Józsefet ábrázolja, karján a kisded Jézussal, jobb kezében liliomszállal. A négyszögű, háromszorosan karéjozott apszisban végződő kápolna központi dísze Krisztus a keresztfán, mellette Mária és Szent János 1800-ból való szobra. A Szentkereszt-kápolna tabernákuluma az előző templom berendezéséből maradt egyetlen darab. Rajta a szerető önfeláldozást szimbolizáló, a mellét feltépő és fiait saját vérével tápláló pelikán látható. A pelikán szimbólum ritkaság a római katolikus templomokban, inkább a református templomok szószékének hangvetőjén és festett famennyezetein gyakori ábrázolás.

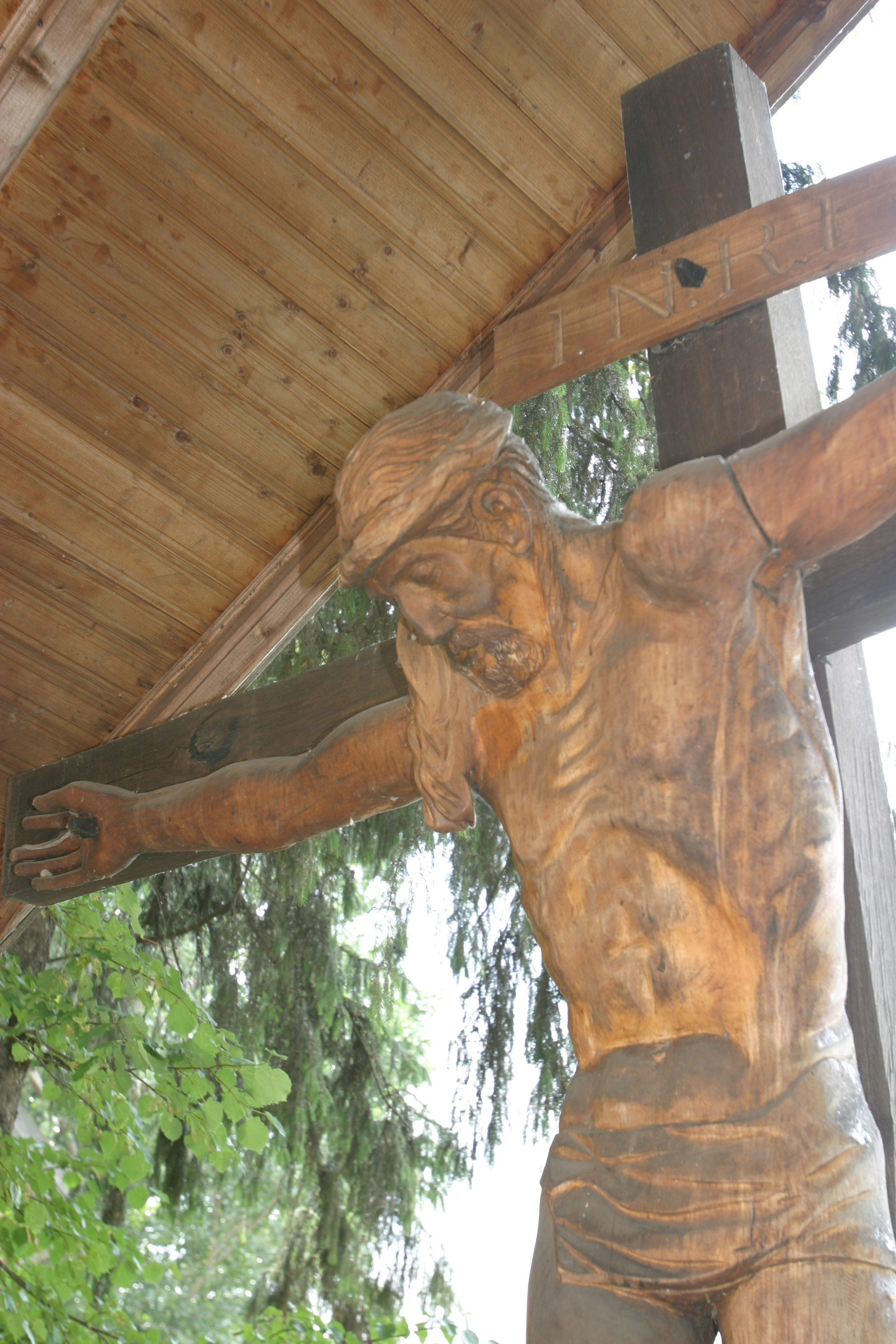
Fából faragott korpusz

A templom értékei között található még két, Krisztus keresztre feszített testét ábrázoló feszület (corpus). Anyaguk fa, a 18. század közepén készülhettek népies stílusban.
Ami a templom harangjait illeti, a nagy harang 1905-ben készült Temesváron, Novotny műhelyében. tömege 621 kg. Felirata „Isten dicsőségére, Szent István első vértanú tiszteletére és idősb Mélik István kegyeletes emlékére készítették ezen harangot Lázár Matild veje István, Andor, Jenő fiai Kiss Dénes lelkészsége idejében”.
A középső harang 1924-ben Aradon készült Hőnig Frigyes műhelyében. 287,5 kg. Felirata „A B.Sz.M. Szeplőtelen fogantatása tiszteletére a gyergyóremetei hívek áldozatkészségéből Dr. Hollanda János plébános idejében. Az élőket hívogatom. A holtakat elsiratom, s a felhőket eloszlatom”.
A halálcsengettyű 1922-ben készült Aradon ugyancsak Hőnig műhelyében. 91 kg. Felirata „Majláth püspök 25 éves jubileuma emlékére 1897-1922 a hívek áldozatkészségéből”.
Utólag 2003-ban készült még két harang. Mindkettőt a székelyudvarhelyi Select Metlenplast cég készítette. Az egyik Orbán László pápai prelátus és remetei plébános ajándéka. Felirata „Azokért akik meg sem születtek és mégis meghaltak. Szent László király oltalmába ajánlja Orbán László pápai prelátus. Remete 2003.” A másik felirata „A Szent Család tiszteletére. Szotyori Melinda, Zsuzsa és Orsolya ajándéka. Gyergyóremete 2003.”

### Szent Margit-kápolna
Először egy lakóházból átalakított kápolna állt itt, majd 1940-ben lebontották, majd közfalak nélkül újra felépített segédkántori lakás – amelyet 1942-ben szenteltek fel Árpád-házi Szent Margit tiszteletére – lett az új kápolna. Azt a kápolnát 1968-ban Orbán László plébános, pápai prelátus bontatta le és egy nagyobb kápolnát építtetett – ez a mai kápolna.

### A világháborús emlékmű
A második bécsi döntés, Észak-Erdélynek Magyarországhoz való csatolása után született meg a gondolat, hogy Remetén az első világháborúban elesetteknek emlékművet állítsanak. Szabó József igazgató-tanító tervezte meg és a község akkori vezetősége Borbáth Árpád segédkántort kérte meg az emlékmű elkészítésével. Borbáth nem csak kántor, hanem kiváló kőfaragó mester is volt. Munkáját ma is sok kőkereszt őrzi a temetőnkben.
Az emlékművet nem sikerült befejeznie, mivel 1941 végén behívták katonának. Így a nevek bevésését a márványlapokba egy Balázs B. nevű ditrói kőfaragó végezte el.
Az emlékművet a község központjában egy, még beépítetlen területen állították fel. A földtulajdonos, Nagy Antal ingyen ajánlotta fel. Felavatása 1942 tavaszán valóságos népünnepély volt Remetén. A leleplezést megelőzően „ŐRKÖDJ HAZÁDON” feliratú, teljes nagyságában piros-fehér-zöld nemzeti szín lepellel vonták be, amelyet a remetei születésű Dr. Balás Elek ügyvéd, Gyergyó kormányfőtanácsosa és Szabó Dénes Vitéz, hadnagy, tanító, az Első Világháborúban Rokkantak Szövetsége remetei szervezetének elnöke hozta Budapestről, mint a kormány ajándékát. Az ünnepségen díszbeszédet mondott Dr. Balás Elek kormányfőtanácsos és Szabó József igazgató-tanító. György József kivont díszkarddal Petőfi „Nemzeti dal”-át szavalta el. Az iskola tanulói verses, énekes műsorral gyönyörködtették az összegyűlteket. A Csibi (Kuruc) Vilmos szakaszvezető által összetoborzott, éppen szabadságukat töltő katonák és az önkéntes tűzoltó egylet tagjai álltak díszőrséget. Az ünnepély záró epizódjaként a községi fúvószenekar a tömeg énekkíséretével előadta a „Szózat”-ot és a „Himnusz”-t.
Az emlékmű 3,30 méter magas, 1,80 x 1,80-as négyszög alaprajzú, két részre tagolt építmény. Alsó része 1,70 méter magasságú, kváderkövekkel kirakott alaprajzú. Ezen helyezkedik el a felső rész, amelyik indás-virágos, nap- és hold motívumokkal díszített sarok rizalitok közé fogja a neveket tartalmazó márványtáblákat.
Fő része az északi oldal, amelyen a fal síkjából kiálló, a magyar címerből vett hármashalom látható, felette latin kereszttel. Felső részét a kőlapba belevésett Nagy-Magyarország térképe díszíti, feltüntetve benne a Duna, Tisza, Maros, Olt és Száva folyókat. A keleti és nyugati oldalakat márványlapok töltik ki az első világháborúban elesett 177 katona nevével. A déli oldal kőlapjára helyezett három kisebb márványtáblán látható a második világháborúban elesettek névsora, feltüntetve a születési évüket is.
Az emlékmű enyhén ívelt záródású, a történelmi Magyarország térképe fölött a szent korona domborműves megmintázásával. Monumentális hatását fokozza az alapzathoz kapcsolódó közel 1 méter magas, háromlépcsős, kőkorlátos terasz.
Az emlékmű 1945 után a kommunista hatalom zaklatásának volt kitéve. A magyar nemzeti szimbólumok, a hármashalom, a Szent Korona, de különösen a Nagy-Magyarország térképének látványát nem tudták elviselni a hatalom illetékesei.
1961-1962-ben az új két emeletes iskola építésekor a terület szükségességére hivatkozva eldöntötték az emlékmű elköltöztetését. A döntés csak ürügy volt az eltávolítására, hiszen az emlékmű és az épület elfértek volna egymás mellett még inkább kiemelve a tér és az épület együttes hatását. Felszólították a tűzoltó egyesületet, hogy bontsák szét az emlékművet. László István az egylet akkori vezetője határozottan visszautasította a parancsot. Ez akkor nagy bátorságnak számított, de amint mondta, ha mégis lebontják, az újonnan kijelölt helyen a tűzoltók vállalják a felállítását.
Végül az emlékművet a község feletti templom-dombra költöztették, a templom és az I.-IV. osztályos iskola szomszédságába, ahol Szász Ferenc kőműves mester irányításával újból összerakták.
Mivel az új terület a remetei egyház tulajdona, az emlékművet az egyház formálisan a leltárába vette és máig gondozza.
1979-ben három kisebb márványtáblára megörökítették a második világháborúban elesettek neveit is. A névsor nem teljes, csak ötvennégy nevet tartalmaz.
Tény, hogy idegennek kevésbé látogatott helyen az emlékmű bizonyos védettségnek örvendett. Ám a kommunista hatóság nem feledkezett meg róla. Orbán László pápai prelátust, remetei plébánost gyakran felkereste a Securitate. Az utolsó „látogatásuk” 1989 novemberében volt a temesvári események előtt. De láthattuk az emlékművet 1990-ben is a marosvásárhelyi események táján az RTV egyik adásában, amelyik bemutatta a Vatra Românească által összeírt, úgymond „irredenta szimbólumokkal” ékesített székelyföldi emlékműveket.
1990-től minden március 15-én az 1848–49-es forradalom és szabadságharcra emlékezés keretében az RMDSZ elhelyezi az emlékművön az örök tisztelet és kegyelet koszorúját. A résztvevők gyászos főhajtása közepette felolvassák annak a 231 hősi halottnak a nevét, akik valahol jeltelen sírban nyugszanak, akikre talán senki nem dobott egy marék földet, vagy nem mondott el egy halk imát.

### Cseres Tibor emlékmű
1995-ben állította a remetei önkormányzat és az RMDSZ remetei szervezete. Készítője a gyergyószentmiklósi Burján Gál Emil szobrászművész. Felső részén Cseres Tibor rézből készült domborműves portréja látható, alsó részén emléktábla, készítője Barabás Béla, szárhegyi kőfaragó. Felirata „CSERES TIBOR író 1915-1993 Gyergyóremete nagy szülöttje”.

### Millenniumi emlékmű
A templom előtt, a Szent Lénárd utcában állíttatta a római katolikus egyház, Orbán László pápai prelátus, a hívek adakozásából. Készítője Ivácson Molnár Ferenc kőfaragó. Felirata: „PAX Jézus születésének 2000. Kereszténységünk 1000. esztendeinek emlékére állította Gyergyóremete népe”.

### Balás Jenő emléktáblák
1996-ban a csutakfalvi iskola felvette a Balás Jenő nevet. Ez alkalommal az iskola homlokzatán fehér márványtáblát avattak a következő felirattal: „BALÁS JENŐ 1882-1938 Remete szülöttje. Mérnök, kutató, a magyar bauxitbányászat úttörője. Jelentős vízszabályozási munkálatok tervezője emlékére 1996”.
1999-ben Tiszai János mérnök vezetésével meglátogatta az iskolát egy magyarországi geológusokból és bányamérnökökből álló csoport. Az ez alkalommal felavatott fekete márványtábla felirata: „BALÁS JENŐ 1882-1938 Gyergyóremete nagy szülötte iránti tisztelete jeléül elhelyezte: Az Országos Magyar Bányászati és Kohászati Egyesület tapolcai szervezete és a Bakonyi Bauxitbánya KFT 1999-ben”.

### Balás Gábor emléktábla
1996-ban szép ünnepség keretében a Művelődési Ház homlokzatára helyezte el a helyi Cseres Tibor Egyesület és a Budapesti Székely Kör. Készítője Barabás Béla szárhegyi kőfaragó. Szövege „DR. REMETEI BALÁS GÁBOR jogtörténész, író 1909-1995 egyetemi tanár. A székely magyar őstörténet kutatója. A Budapesti Székely Kör örökös tiszteletbeli elnöke. Állították a Budapesti Székely Kör és a Gyergyóremetei Cseres Tibor Közművelődési Egyesület 1996”.

### Avully-Remete emléktábla
2000-ben a svájci Avully község és a remetei iskolák tízéves kapcsolataként helyezte el az Avully-Remete Alapítvány a Fráter György Általános Iskola homlokzatán a háromnyelvű (magyar – francia – román) fehér márványtáblát. Készítője Barabás Béla szárhegyi kőfaragó. Az avató ünnepségen a svájci község küldöttsége is részt vett. Felirata „1990-2000 AVULLY-REMETE-REMETEA Symbol de 10 ans Rencontre-Találkozás, Amitié-Barátság, Aide-Segítség 10 éves jelképe. Simbolul prieteniei de 10 ani. Foundation Avully-Remete Alapítvány”.

### Sáska-épület

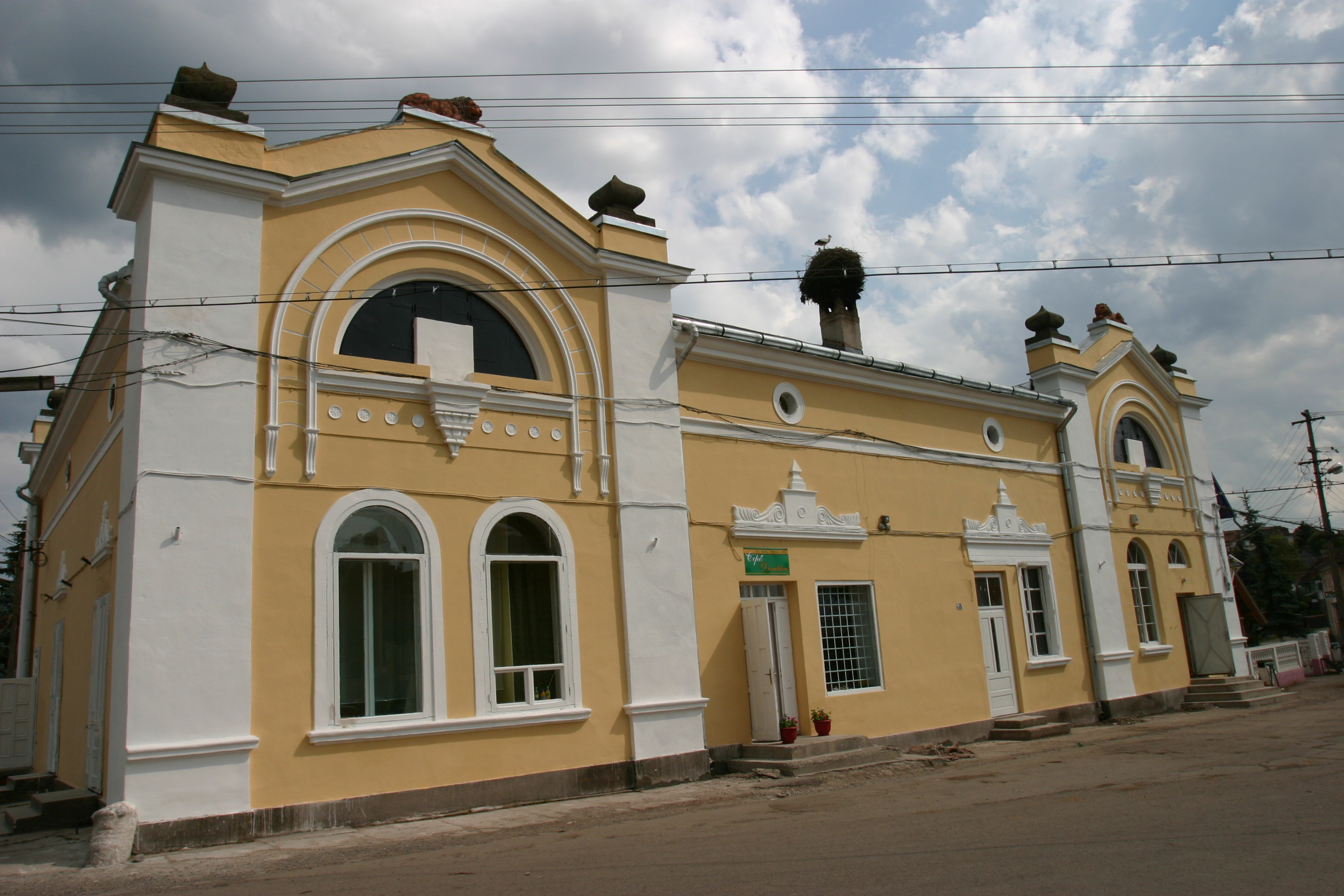
Sáska épület

vagy Dobribán háznak ismert épület. Négyszögű, nehézkesnek tűnő, de a központot mindenképpen uraló épület. 1875 és 1893 között épült, tanúja volt az 1892-es nagy tűzvésznek is. A falak háromnegyednyi magasságában osztópárkány fut végig. Az épület monumentalitását fokozza a nyugati oldal szimmetrikus sarok rizalitos kiképzése. A sarkakon a homlokzati sík elé ugró épület részek magasan az osztópárkány és a födém felett mellvédben folytatódnak, háromszögű záródásúak. Az oromzat párkányai hagyma alakú kiképzések között két egymással szembe néző fekvő oroszlán látható. Mindez a keleti művészeti hatásra utal. A homlokzat síkját eredetileg egész hosszában félköríves és egyenes záródású iker ablakok tagolták, fölöttük volutás-palmettás szemöldök dísszel. A sok átépítés során mindössze négy tartotta meg eredeti formáját. A sarok rizalitok osztópárkányai feletti lunetta mezőhöz hasonló két ablakot párhuzamos, félköríves vonaldekoráció övezi.
Az épület főbejárata valamikor a keleti oldalon volt. A sok átalakítás során a kapuboltozatot és a mellette levő ablakokat befalazták. Szerencsére a díszes szemöldök párkányok érintetlenek maradnak. Jelenleg a remetei római katolikus egyház tulajdonában van.

### Puskás-ház
A Puskások régi remetei család. Őseik az 1848–49-es forradalom és szabadságharcban is részt vettek Bem József seregében. A jól jövedelmező kereskedelemmel foglalkozó Puskások a 19. század vége felé látványos gyorsasággal emelkedtek a falu nagy birtokosai közé.
A központban a Kőpataka mentén levő házuk több részben épült a század elején. A lizénákkal részekre tagolt épület homlokzata nem egyenes síkú, hanem a patak partvonalát követi. A bal oldali traktus boltozatos bejáratát az átalakítás során a 70-es évek végén befalazták, ablakait is átalakították. Figyelmet érdemel az épület sor jobb oldali része. Boltozatos bejáratát erősen tört ívű mellvéd díszíti, ablakait pedig, íves francia liliomban végződő motívum. Az épület architektúrájának fő dísze a homlokzati dísz közepén emelkedő enyhén íves záródású mellvéd.

### Mélik-ház
A fakereskedelemmel foglalkozó örmény származású Mélikek nem csak Gyergyó, hanem a vármegye legmódosabbjai is voltak. Egy 1918-as Csíkvármegye 117 legtöbb adót fizetők jegyzékén Mélik István a 14. helyen állott. A századfordulón U alakban épült házuk homlokzati része őrizte meg a központ épületei közül a legtöbb eredetiséget. Az épület középen boltíves bejárattal szimmetrikusan ketté osztott. A boltozat színes indás-virágos festése néhány éve még állott, azóta lemeszelték. A jobb oldali rész pilaszterek közötti ajtó és ablakai félköríves, a bal oldali ablakok egyenes záródásúak. Az ablakok és a szemöldök párkányok között rombusz alakú díszítés látható. A nyugati traktusát diadalívszerű széles kapu zárja le lizénás-pilaszteres díszítéssel. Kovácsoltvas kapuján látható a család monogramját jelentő „M” betű fölött a magasabb társadalmi helyzetet jelentő öt ágú korona.
A központ épületei közül még figyelmet érdemel a Zakariás ház, a Novák épület és az orvosi rendelő épülete. A terület műemlék jellegének megvédésére ajánlatos lenne, ha az önkormányzat helyi műemlék védelmi törvényt dolgozna ki.

### Tájház

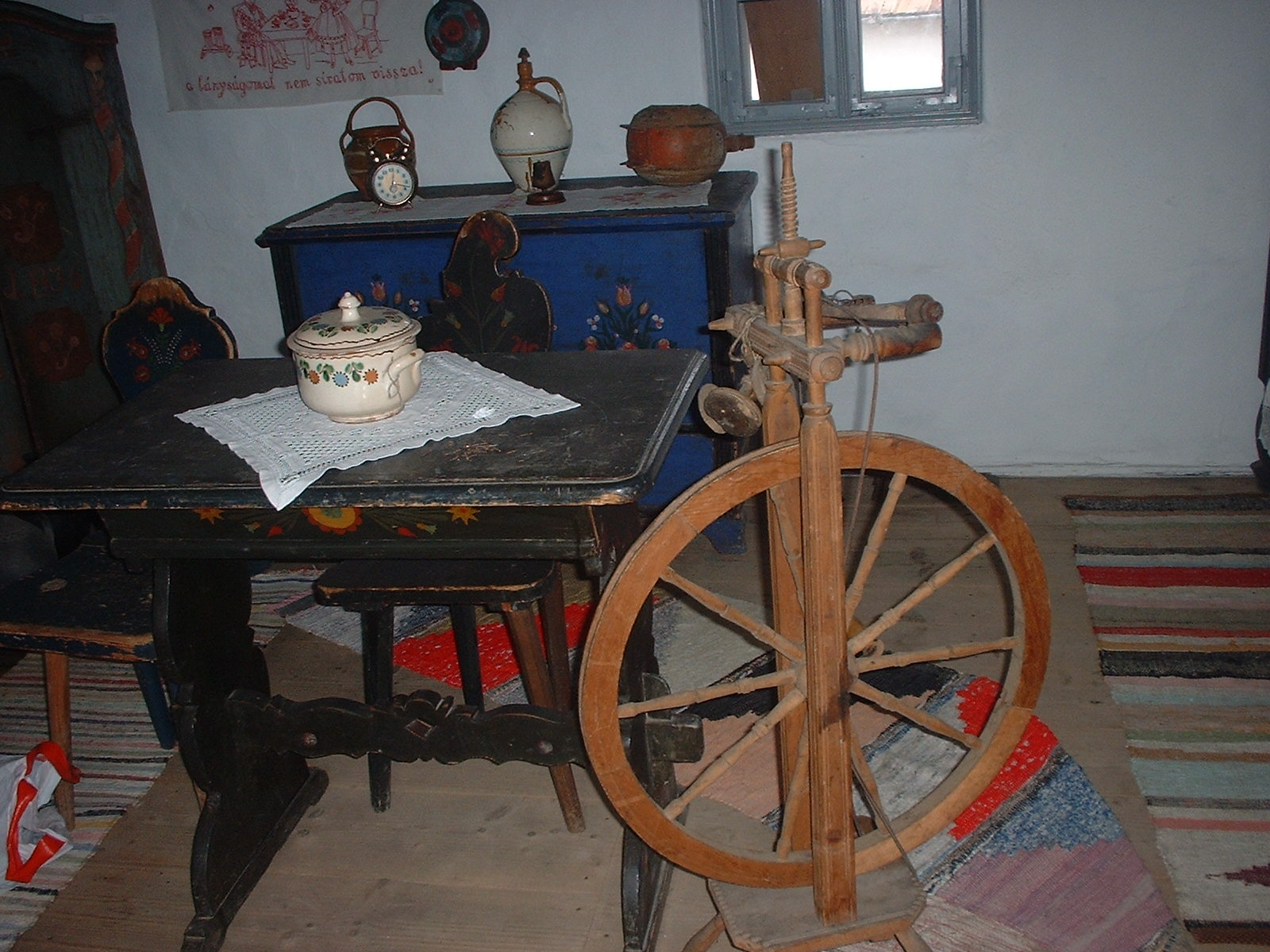
Tájház

Az Avully-Remete Alapítvány vezetése 2000-ben elhatározta egy régi, de jó állapotban levő és helyi jellegű építészeti elemeket viselő ház megvásárlását a község központjában, amelyben elhelyezhető lenne a néprajzi gyűjtemény és a Cseres Tibor emlékszoba berendezése. Az Illyés Közalapítvány támogatta az Alapítványt, de a pályázatra megítélt összeg és az Alapítvány önrésze nem volt elég a ház megvásárlására. Az Alapítvány ekkor Remete község Önkormányzatához fordult segítségül, ahol megértésre és támogatásra talált. A tájház pillanatnyilag háromnegyed részben önkormányzati és egynegyed részben Alapítvány tulajdonú. A megvásárlást követték a javítási és felújítási munkálatok az eredeti építészeti formák megtartásával. 2001 szeptemberében ide költözött a Cseres Tibor Emlékszoba és a néprajzi gyűjtemény, szép avató ünnepség keretében a Falunapok alkalmával.
Néprajzi gyűjtemény 1972-től van Remetén. Az iskola történelem szakos tanárai a tanulók bevonásával kutatták fel a faluban még meglévő tárgyi néprajzi értékeket. Két alkalommal került sor nagyobb méretű néprajzi kiállításra: 1986-ban a központi, ma Fráter György Általános Iskolában, valamint a gyergyószentmiklósi Tarisznyás Márton és a Cseres Tibor Közművelődési Egyesület támogatásával 1997-ben a Művelődési Házban.
A tájházban egyelőre két szoba van berendezve néprajzi tárgyakkal. Egyik, a székely szoba jellegzetes bútorzatát mutatja be, a másikban különböző foglalkozásokhoz (fonás, szövés stb.) kötődő tárgyak vannak kiállítva. Ugyanitt megtekinthető a község múltját bemutató régi fényképek másolataiból álló kis kiállítás is. Távlati tervekben szerepel az épület udvarán egy szabadtéri néprajzi kiállítás (skanzen) létesítése.
Az emlékszoba gondozásának a felelőse Papp Mihály, a néprajzi részlege Laczkó Szentmiklósi Endre.
A bejárati díszes, faragott székelykaput a remetei Czikó Dezső faragómester készítette.
A tájház naponta 9-17 óra között látogatható. Idegenvezetésért lehet fordulni a tájház tőszomszédságában lakó Szász Mária tanítónőhöz (Bánya utca 10 szám).

### Keresztek
Remetén mintegy 40 határ- és útszéli kereszt található. Ezek anyaga fa vagy kő. A legtöbbnek ismeretlen a története. A temetőben egy sírkő tanúskodik arról, hogy egy Péter Dénes nevű ember 8 keresztet állított a faluban, de hogy melyek azok, nem sikerült kideríteni. A sírkereszten ez olvasható „Itt nyugszik öreg Péter Dénes, aki életébe 8 emlék keresztet készített rokonai emlékére. Élt 67 éveket és meghólt 1887-be. Béke poraira.”
A Biatorbágyi út végén Portik Szőcs János állított keresztet 1887-ben. A talpkövén olvasható: „Ezen emléket, aki megsemmisíti, átkozott legyen.” Ugyancsak ő állított egy másik kőkeresztet az Alszegi út és a Bartók Béla út kereszteződésénél 1902-ben, amelyen olvasható „Hívek mondjátok: Dicsértessék a Jézus Krisztus neve.”
A túlamarosi Maros híd mellett 1931-ben állítottak egy Krisztus keresztet. Ennél állt meg a Somlyóra induló zarándok csoport, hogy elvégezze reggeli imádságát. 1981-ben Balázs H. Ferenc javította meg és egy fémtáblát helyezett rá a következő felirattal „Ember, ki itt haladsz, nézz a szentkeresztre. Istenember leve, ki érted elvérze. Krisztus érted halt meg, káromlással ne bántsd. Szeresd őt és imádd, ő a földnek bőségével megáld”.
A Borvíz utcában Laczkó Emris József az első világháború után állított feszületet, hálából, hogy a háborúban részt vett három fia épségben hazatért.
A Szárhegyi utca végén Borbély Bartis József és szomszédai állítottak keresztet 1967-ben, hogy az Isten a környéket villámcsapásoktól megőrizze.
A Bernád utcában Bakos Sándor esperes pappá szentelése alkalmából 1958-ban szülei állítottak keresztet.

### Eszenyő-i vízimalom

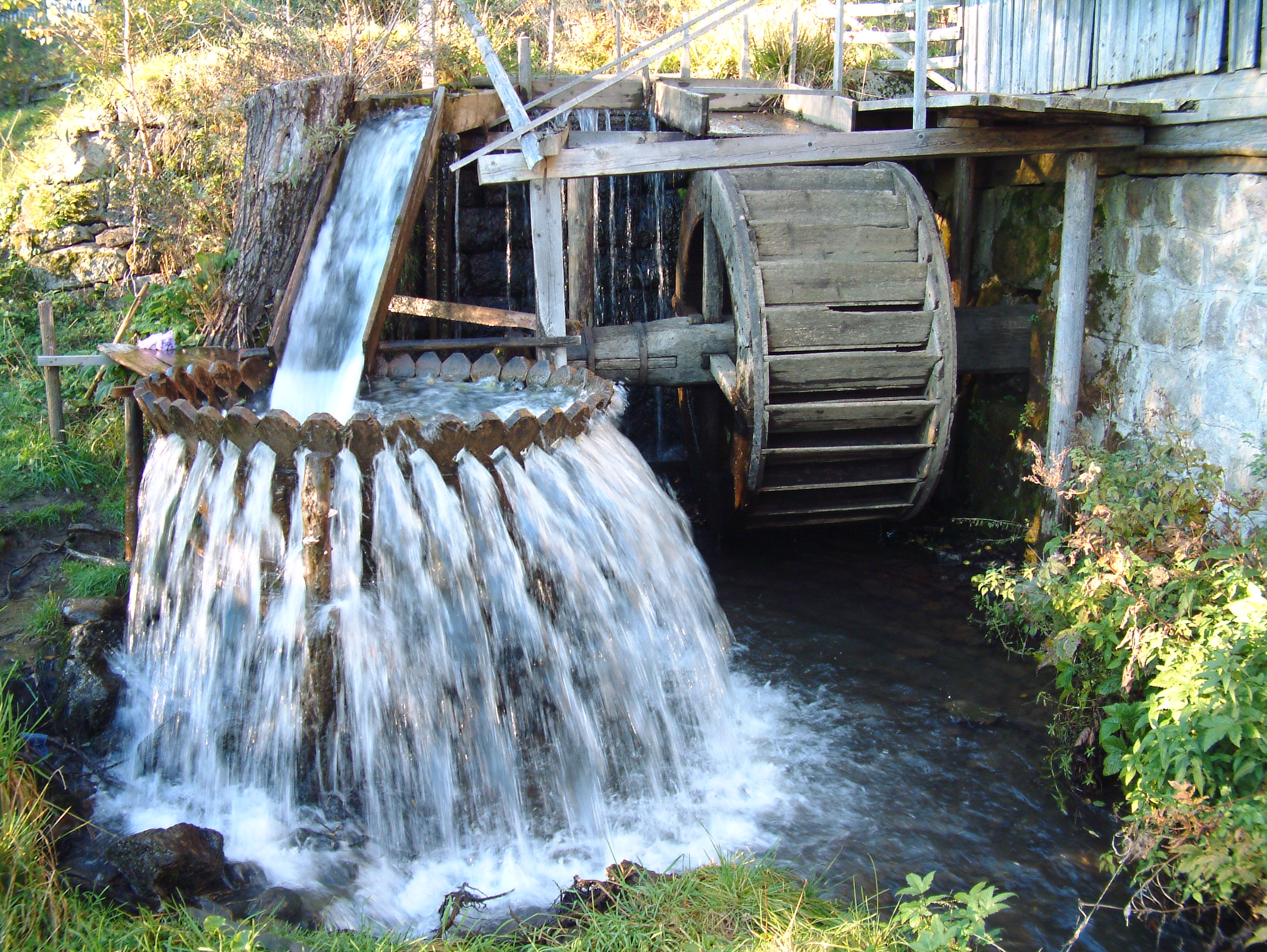
Eszenyő-i vízimalom

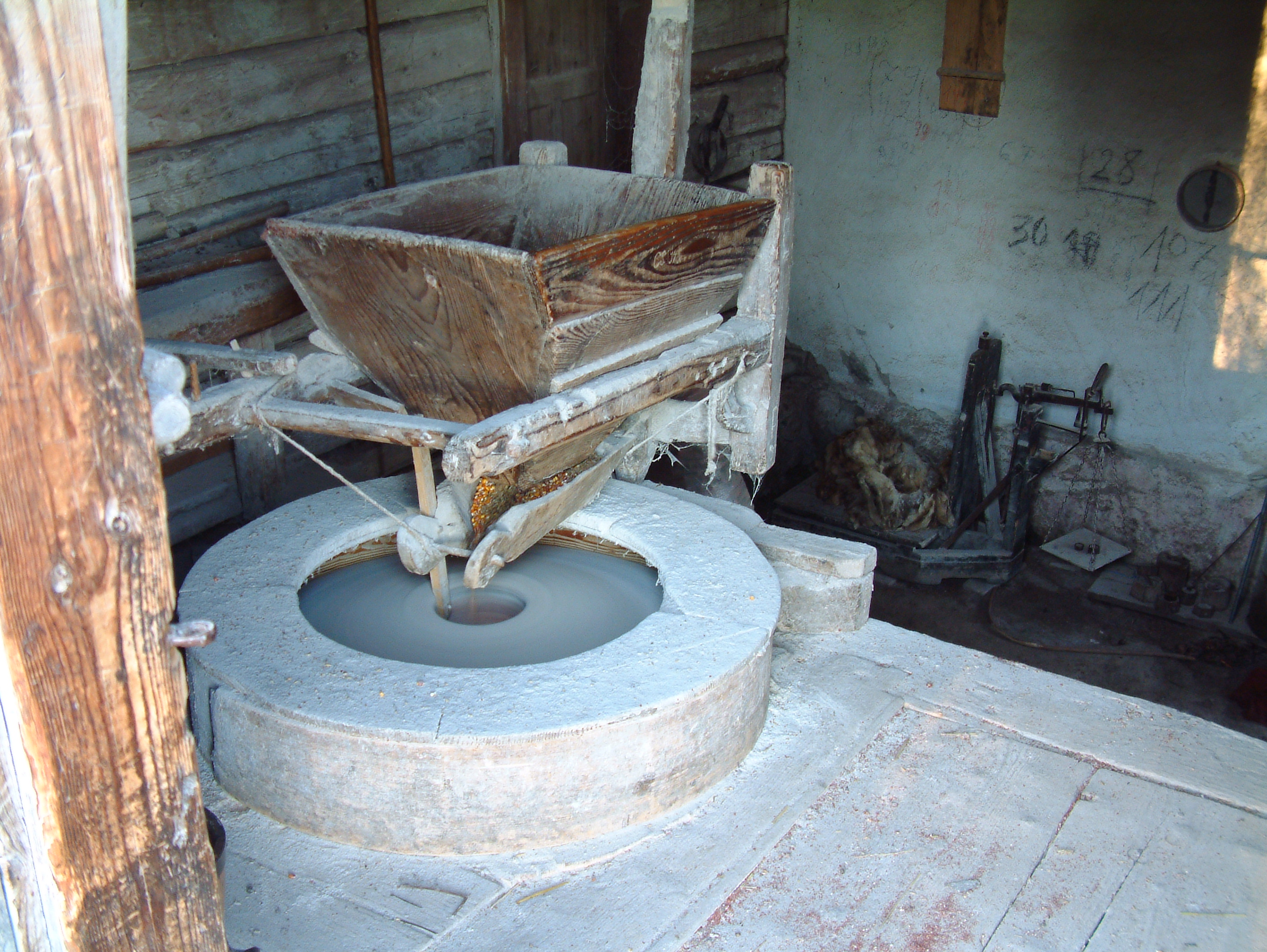
Eszenyő-i vízimalom belülről

A XX. sz. elején a Gyergyói-medencében a közel száz vízimalom közül mára aligha tíz maradt fenn, amelyből öt a Gyergyóremete községhez tartozó Eszenyőben található és ezek közül egy a Nemzeti Kulturális Örökségként is nyilvántartott. Idős tulajdonosaiknak nincs lehetőségük a malmok gondozására, így ezek is a megsemmisülés irányába sodródtak. Jelenleg folyik a Helyi Önkormányzat segítségével ezen vízimalmok építészeti és technikatörténeti felmérése, a vízimolnárság és a hagyományos technikák (például kővágás, kásatörés) képi rögzítése, illetve turisztikai ismeretterjesztő anyagok készítése. A tanulmány alapján sor kerül a malmok tényleges felújítására, ezáltal a hagyományos technikát őrző vízimalmok az élő magyar épített kulturális örökségünk részévé válnának.

## Gazdasága
A történelmi események és természeti csapások ellenére Remete demográfiai szempontból a vidék egyik legdinamikusabban fejlődő helysége.
Lakossága a 19. század folyamán megkétszereződött. Míg 1838-ban 2759 fő volt a falu lakossága, 1895-ben már 5215-en laknak a helységben. Feltehető a kérdés, hogy a mezőgazdaságból származó jövedelem biztosítani tudta-e a lakosság megélhetését.
A földek termékenységéről szólva maguk a remeteiek mondják 1820-ban: „Az egész falu határának mintegy fele része alább való és zabnál egyebet nemigen szokott teremni. A föld igavonó marhának szántatik, terem közönségesen rozsot – árpát – zabot – lent – kendert – lencsét – krumplit. Kelletik az ősz alá való földet háromszor megszántani és szükség itten trágyázni is. Jól művelt földben egy köböl után terem közönségesen 6 kalangya, egy kalangya meg ád másfél vékát, igen ritkán többet.” Az állattenyésztésről megállapítják: „Legelőhelyek minden nemű marhák számára elegendők vagynak … A rétek jók, a marhák táplálására alkalmatos jó szénát teremnek, hanem néha a Maros vizének kiáradása után a szántóföldek iszappal el szoktak telni és ezáltal a széna megszokott romlani.”
A mezőgazdaság korlátozott lehetőségei miatt a falu 18-19. századi történetét a szántóföldekért és legelőkért való harc jellemezte. A szomszédos falvaktól való erőszakos földfoglalások és a nagy pereskedések (1662, 1674, 1707, 1713, 1768-1774, 1823, 1826) során végül is megszerezték Gergelyvesze és Limbus határrészeket, Galócás és Fülpe helységeket, Borszéken pedig az Árkoza és Bikafő területeket.
A legtöbb civódás és viszálykodás a területekért Szárheggyel volt a görgényi erdőkért. A megegyezések és szerződések a két falu között az egyéni irtások miatt rövid életűek voltak. Így, a közös erdőket a szárhegyiek nem használhatták, mert a remeteiek 1760-ban a termőfákat kivágták legelő- és kaszáló nyerés érdekében. Pereskedés folyt Kecskekő, Emberfő és Öreghegy havasokért, amelyek végül egy 1725-ös egyezmény értelmében a 19. század elején a remeteieké maradtak.
A kézművesség és kereskedelemről az említett dokumentum megállapítja: „Vagyon a faluban 2 kovács mester ember – 1 asztalos – 2 szabó s csaknem mindenik gazdaember a szekerek csinálásához jól szokott érteni, magok ezeket megcsinálják, mivel erre szükséges fájok is elegendő vagyon.” „Vagynak a faluban 3 boltok, amelyekben apróság portékák árultatnak.”
Közel száz év múlva is 1910-ben a falu 6206 főnyi lakosságából mindössze 144-en foglalkoztak ipar és kereskedelemmel.

### Tutajozás
A föld gyenge termőképessége és klimatikus viszonyok által is megnehezített mezőgazdaság nem fejlődhetett a lakosság megélhetésének teljes biztosításához. Ezt pótolta az erdőkitermelés és az ehhez kapcsolódó tutajozás, amelyiknek jövedelme idővel meghaladta a mezőgazdaságét.
A Maroson való tutajozásnak évezredes hagyománya van. Már a római korból Gyulafehérváron talált felirat említést tesz egy „Collegium plutarium”-ról. Évszázadokon át a Maros kapcsolta be Gyergyót Erdély vérkeringésébe. Ezt II. József császár sasszeme is Gyergyóban tett látogatásakor észrevette.
Az 1626-os erdélyi országgyűlésen említődik, hogy az országban a legkeresettebb faanyag a gyergyói deszka és drányica, amelyet részben a Maroson tutajjal szállítanak.
A remeteiek tutajozásának pontos kezdetét nem tudjuk, de 1714-ben Laczkó István primipilus (lófő) 50 éves korában vallja: „vagyon 35 esztendeje, hogy tutajozni kezdtem”. Fodor András 1838-ban megjegyzi: „Remete legnagyobb egybegyűjtő helye a Gyergyóban megvásárolt tutajoknak, honnan azokat az országban ki szokták indítani.”
A mezőgazdasági munkák befejezése után ősszel kezdődött az erdőkitermelés. A kivágott fa mennyiséget télen, rendszerint szánokkal szállították be a Maros mellé, ahol tutajokba kötötték. Itt találkoztak az örmény, szász és székely kereskedők, akik fel fogadták a béreseket és felkészítették a tutajozó csoportokat.
A hó olvadástól és tavaszi esőzésektől felduzzadt Maroson április-június hónapokban napi 150-200 tutajt úsztattak le Szászrégen, Marosvásárhely, Gyulafehérvár, de akár Arad vagy Szegedig is.
Az erdőkitermelés és tutajozás nehéz munka volt. Ezt illusztrálja Bocskor János remetei plébános feljegyzése is 1838-ból: „Midőn mások a szendergő természet ölében békében alusszák édes álmukat, a tutajozó csikorgó leghidegebb fagyban éjfél tájt odahagyja melegágyát; midőn a hold világol, 3 órakor százak, többek társaságában már a havas derekán hajtogat óriási hegyeken keresztül, két-három mérföldnyi távolságon övig és feljebb érő hóval fedett gerendáihoz. Mennyi fáradság a temérdek hó alatt heverő fenyő gerendát kivájni, és annak vastagabb részét a parányi szánra felkínzani; mennyi vigyázat és baj, mert felettébb szoros ösvényeken, majd borzasztó mélységgel határos oldalakon, egekkel hegyek tetejére érni és a magasból több órákig, hét-nyolc öles fadarabbal úgy lejteni, hogy mindenestől iszonyító mélységekbe ne romoljanak, avagy elcsigázott ökreikben tetemes kár ne történjék …”
„ … lépéseink gyakran elvezettek a tutaj készítőknek természeti értetlen együgyűség és őszinteség kellemessé tette körében, hol még most is foly a burkus, török és francia háborúkróli beszéd. Körükben mulatása ideje alatt gyakran tudakoltam, mi legyen jutalmuk legfőbb mértékben izzasztó fáradságoknak? Talán csekély jutalmaztatásukat szégyenlém feltételemre engemet felvilágosítólag határozottan válaszolni egy ideig vonakodának; de bár hallgattak is a nyelvek, eleget mondottak kebleidből emelkedő sűrű sóhajtásaik, és komoly képekből csak hamar kiolvasám, hogy vérzik szívük terhes munkájuk csekély jutalmán. Végre ők is csak nem könnyes szemekkel nyilatkoztatták, hogy jobb, czélmányosabb volna szorgalmatosabban és többször az eke szarvát, mint nem az apacsinyt vagy is a kormány fát fogni, mert a tutaj gerendák szállítása következtében kipusztultak sok izmos jó ökreikből, a havasban soknak levette a hideg a lábát, s több efféle; még az idén (1838) legalább Remetén a legszebb, legnagyobb és egész faluban híres tutajért 25 német forintnál többet fertályonként nem adtak, sőt résztvevőlég láttam olyanokat is, kik bekötött és Marosban szállított közepes tutajokért nyolc, kilenc magyar forinttal jutalmaztattak.” (Egy fertály tutaj az négy közepes tutaj volt.)
A tutajosok bérét érzékenyen érintették a vámok. 1714 előtt Gyulafehérvárig még csak három helyen kellett vámot fizetni. Hamarosan a vámhelyek száma elérte a tizenhármat és vámonként egy polturát fizettek.
Megkeserítették a tutajosok életét a helyi földesurak és kereskedők önkényeskedései is. Íme néhány a sok panasz közül: Ivácsony Mihály tutajos mondja 1749-ben, hogy a szászrégeni kereskedők nem egyszer nem engedik tovább a tutajokat, azért hogy olcsóbban megvásárolhassák azokat. Farkas János mondja, hogy a petelei vámnál valóságos fegyveres összecsapás történt a remetei tutajosok és a földesúr emberei között. Bege Miklós tutajos Rhédei Ádám emberei háromszor megverték és tíz tutajáról elvettek 24 szál deszkát. Dávid Miklós panaszolta, hogy Gernyeszegnél maga Teleki Sándor gróf tartóztatta fel. Hét napig fogva tartotta, majd minden tutajáról elvetetett két szál deszkát.
Ugyancsak meg kell említeni a tutajozással járó, gyakran halálos kimenetelű baleseteket is.
Mindezek ellenére a tutajozás a lakosság megélhetésének fő forrásává vált és az ebből származó bevételt már 1820-ban meghaladta a mezőgazdaságét.
Nem feledhetjük el, hogy a tutajosok és tutajkészítők nagy részének még katonáskodni is kellett. Pontosabban, 1848-ig a határőri kötelezettségeiknek is eleget kellett tenniük. A „Nemzeti Társalgó” 1839-ből így jellemzi a határőrséget teljesítő székelyeket: „Ezek kevese bír mesterséget, kereskedést nem folytat, hivatala nincs, zsoldot nem kap, mégis tisztességes házat tart, magát és nagyocska háza népét élelemmel és ruházattal látja el, saját költségén katonáskodik, a polgári és katonai rend terheit hordja.”

### Ásványvíz Remetén
A község fontos értéke az ásványvíz. A Gyergyói-medence egy poszttektonikus képződmény, amelyet a késő pliocén és negyedkori lerakodások töltöttek fel, mégpedig piroklasztit és finom folyami hordalék váltja egymást. A hidrológiai kutatások során megállapított tény, hogy a medencében a Maros vonala mentén bizonyos területeken állandó CO2 feltörés van, amelyik keveredik a talajvízzel. Ez a Vasláb – Újfalu – Csomafalva – Remete szakasz, amelynek egyes részein mofetta kigőzölgések is vannak folyó árterületén. (Csomafalván például több lakás pincéjében is észleltek száraz mofetta jelenséget.)
Remetén, a Maros mentén, mintegy 2 km hosszú és 300–400 m szélességben van jelen az ásványvíz. A kémiai elemzések során a medence legjobb borvize Remetén van. A kiváló román ásványvíz szakértő, Artenie Pricăjan szerint, ajánlatos lenne Gyergyóremetén 30-150 méteres fúrásokat végezni, mert lehetne találni palackozásra is alkalmas ásványvizet, amelyiknek minősége vetekedne a borszékivel.

### Erdő- és mezőgazdasága
Gyergyóremete mezőgazdasági adminisztrációs területe a Maros folyó partján és az attól települést nyugatra övező fennsík és teraszos kialakítású felületen húzódik egészen a Görgényi havasok hegyvonulatáig terül el, a behatárolt terület nagysága 106.342.279,31 m2 az ezt kiszolgáló úthálozat hossza kb. 300–400 km beleértve az erdei és egyéb kitermelői utakat is.
A község úthálózata egy sűrű hálózat, amely felosztja a természeti adottságoknak megfelelően a termő felületet, a szintkülönbség az a 715 m-től egészen az 1100 m-ig terjed.

### Ipara

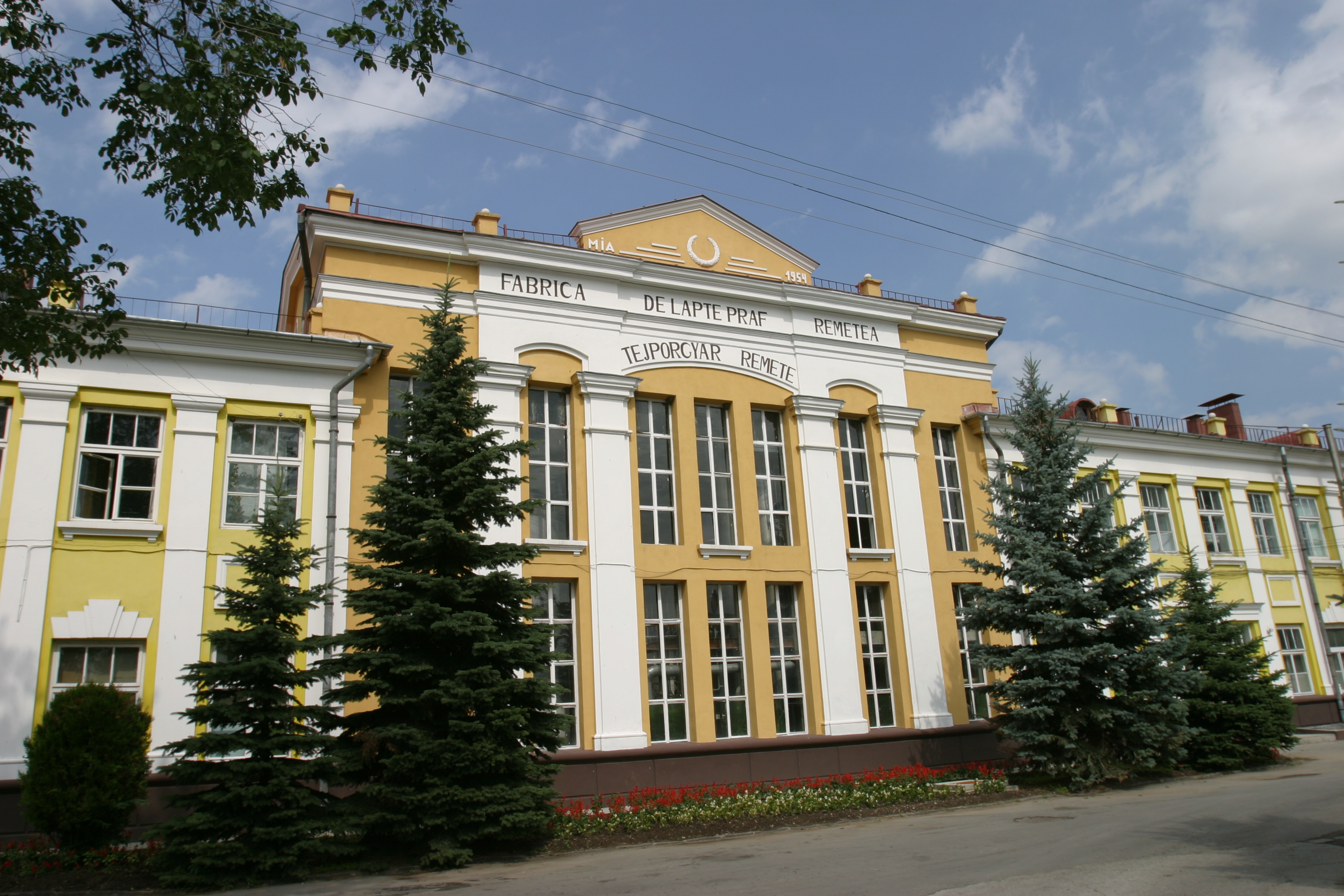
Tejporgyár

Gyergyó természeti viszonyai kiváló lehetőséget biztosítanak az alpesi állattenyésztésre. Ezt a lehetőséget ismerték fel a remetei örmény nagybirtokos Mélik család, akik már a 20. század elején az ausztriai Tirol és Vorarlbergből hozattak fajteheneket és kísérleteztek alpesi állattenyésztés meghonosításával.
Ezen adottságok tették lehetővé a Tejporgyár felépítését Remetén. 1954. október 24-én a gyár megkezdte termelését. Tervezett termelőképessége 800 tonna tejpor és 400 tonna vaj volt évente. 25 év alatt ez több mint háromszorosára emelkedett, elérvén a 3000 tonna tejpor és 1200 tonna vaj termelését.
1965-től minden évben valamilyen új részleg és technológia kezdte meg működését. 1967-ben kibővült a tejpasztőrizátor és hűtő részleg. Ezzel a tárolási lehetőség 30000 liter tejről 60000 literre növekedett. 1971-ben felépült a vaj tárolásához szükséges mélyhűtő és raktár. Így lehetőség lett napi 4 tonna vaj fagyasztására és 120 tonnának a megfelelő hűtési feltételek melletti raktározása. 1975-ben beindult a fagylalt gyártó részleg. A következő évben kezdődött a kazein gyártása és elkészült egy 80 tonna befogadóképességű túróraktár.
A tejporgyártás az 1955-ös évi 1400 tonnáról 1978-ra 3110 tonnára emelkedett. Ez a növekedés átlagosan évi 12%-nak felelt meg. Ugyanígy a vajgyártás is az 1955-ös évi 104 tonnáról 1979-re 1040 tonnára emelkedett. 1958-ban kezdődött a „Lacto” gyártása, amely az országban a gyermek tápszerek gyártásának kezdetét jelentette. 1961-ben már nagy mennyiségű vaj kerül exportálásra. 1965-ben új termék az írópor, 1972-től az „Inlavit”. Mindkét terméket az állatok táplálására használták. 1974-ben egy új gyermektápszer, a „Lactosan” termelése kezdődött meg, amelyik nagyon keresett cikk lett a belföldi piacon. Újabb gyermektápszerek gyártása következett, a „Gluvilact 1” és „Gluvilact 2”, amelyek nagy, komplex tápértékű csecsemőtápszerek voltak. Később még két új termék jelent meg, a „Gluvilact 0” és a „Lacto 2”. Az üzem már ekkor lassan szakosodott a gyerektápszerek gyártására és biztosította a belső piac szükségleteit.
1956-ban a gyár mellett felépült két tömbház 17-17 összkomfortos lakosztályt foglalt magába. 1963-ban még egy tömbház épült 12 lakással. Mindezt kiegészítette egy viszonylag modern közművelődési épület, amelyben volt egy könyvtár, mozi terem, játékterem és étkezde, valamint egy különálló tekepálya. Még ebben az évben I-IV osztályos iskola létesült és 1969-ben megnyílt egy 30 gyereket befogadó napközi otthon. Mindez biztosította az itt dolgozók egzisztenciális és szociális biztonságát és megakadályozta a munkaerő ingadozást.
1977-ben felmerült a gyár termelőképességének növelése évi 2000 tonnáról 3000 tonnára. 1985-ben jóváhagyták egy új részleg építését, csecsemőtápszer gyártására. Az elképzelés meg is valósult: épület, villany-, víz- és gőzhálózat, azonban a berendezések külföldről való behozatalát az akkori kommunista vezetés leállította, azzal az indokkal, hogy valamennyi berendezést az országban is le lehet gyártani. Ez meg is valósult, a gyár technikai felszerelése 1988-89-ben megtörtént. Azonban 1990-ben a működésbe helyezéskor kiderült, hogy a berendezések nem felelnek meg a tejporgyártás alapkövetelményeinek, és így a gyárat nem lehetett beindítani. Ezért a gyár vezetősége 1991-ben javasolta a kormánynak, személyesen Petre Roman miniszterelnöknek a beruházás felszámolását, ami meg is történt.
Az Egészségügyi Minisztérium adatai szerint 1991-től évente 12500 tonna csecsemőtápszerre van szükség. Hogy ezt a belföldi termelés tudja biztosítani, a kormány jóváhagyta egy ilyen jellegű gyár építését. Mélyreható tanulmányok során ezt a lehetőséget a remetei Tejporgyár kapta meg, hiszen már rendelkezett megfelelő épületekkel, jó a vidék földrajzi- klimatikus viszonya, nagyon jó ivóvízforrásai vannak és a gyergyói tehéntej a legjobb minőségű.

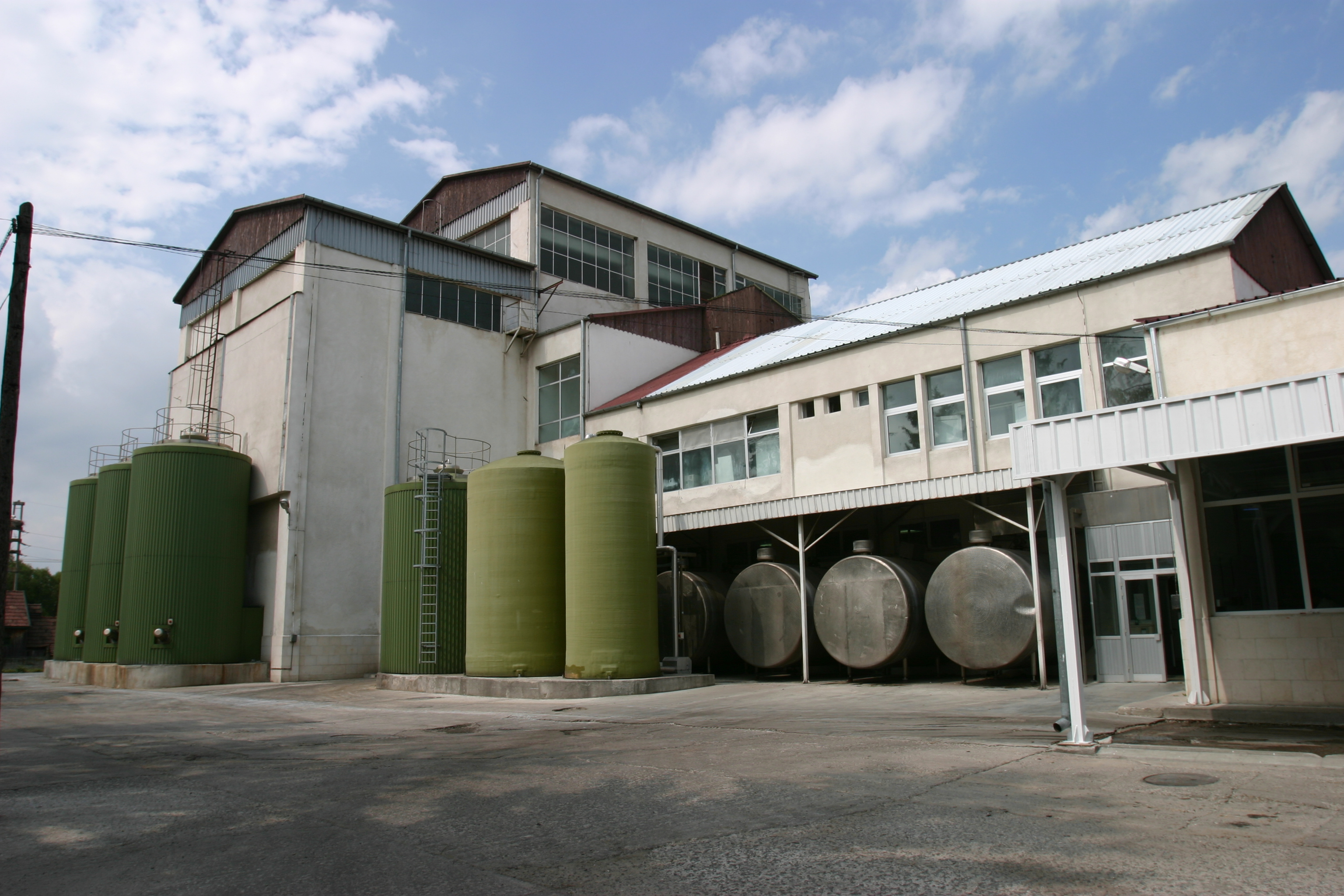
Tejporgyár, új részleg

Az instant gyermektápszert előállító gyár létrehozására három ajánlat érkezett a következő cégektől: APV Pasilac Anhydro – Dánia, ALFA LAVAL – Svédország, NIRO – Dánia. A legkedvezőbb ajánlat az APV Pasilac Anhydro – Dánia cégé volt, amelyikkel 1992-ben megköttetett a szerződés 66 millió dán korona értékben. A cég vállalta a hitelt 6 évre, a befektetés megvalósítását pedig 18 hónapra. Ennek az üzemnek az évi termelőképessége 3000 tonna, a termelés számítógépes vezérléssel történik a lehető legbiztonságosabb felügyelet és ellenőrzés alatt. A technológiai folyamat két fontos, alapvető dolgot kell megvalósítson:
- a tehéntejből egy anyatej vagy lehetőleg ehhez nagyon közel álló termék előállítása
- a termék eltartható legyen a felhasználásig tökéletes steril körülmények között.

Mindezt csak csúcstechnikával, performáns felszereléssel lehet megvalósítani és a minőséget egy kitűnően felszerelt laboratóriumban ellenőrizni.
Az előleg, 1.768.529 $, 1994. november 15-éig kifizetődött. A szerződés 85%-t pedig a koppenhágai Lyonnais bank biztosította, amiért a román kormány vállalta a garanciát. A kölcsönt 7 év alatt kellett visszatéríteni. 1997 júliusában LACTOVIT elnevezéssel megjelent az első romániai instant csecsemőtápszer, amelyet bejegyeztek, minőség és tápérték szerint a hasonló külföldi termékek kategóriájába sorolták. Az első években a termelt mennyiség alacsony volt a termelőképességhez viszonyítva. 2000-ben is csak 81,4 tonna terméket állítottak elő. Ez egyrészt a belföldi piac alacsony igényszintjével magyarázható.
A község lakosságának egy része ezt a nagy beruházást fenntartásokkal fogadta. Hiszen az 1989 óta még mindig tartó gazdasági zűrzavar és átstrukturálások miatt nagy volt a kockázat. De Sándor Vilmos igazgató következetesen és szívós kitartással ragaszkodott a megvalósításához. Széles körű támogató- és kapcsolatrendszert sikerült létrehoznia. Neki lett igaza. Ma a gyár 80%-os termelőképességgel dolgozik, ami emelkedő tendenciát mutat, sőt távlatilag újabb befektetésekre is lehet gondolni. Jelenleg a gyár 1500-1700 tonna Lactovitot, 800-1000 tonna egyéb tejport, közötte a 26%-os fölözött, instant és csomagolt tejport, a Remilk-et termel.
A nyersanyag begyűjtése Hargita megye 25 helységéből történik 5000-5200 termelőtől. Havonta 5-9 milliárd lejt fizet ki a tejtermelő gazdáknak. A vállalatnak 326 alkalmazottja van. Ami a vállalat gazdasági potenciálját illeti, a Hargita megyei élelmiszeriparban, 2002-ben a költségvetés 24,5%-át, ezen belül a tejfeldolgozó ipar 31,5%-át jelenti.

## Idegenforgalom

### A Remete-i gyógyfürdő
Az első fürdő a falu déli részén létesült 1923-ban, melyet miután a Maros elmosott, 1968-ban létesített újra a gyergyói nyugdíjasok önsegélyező pénztára 14 káddal. Az építmény orvosi rendelővel is bővült. Vize ivókúraként használható akut és krónikus enterocolitis, húgy-utak krónikus gyulladása, epe- és húgykő, cukorbetegség, köszvény, kalcium-anyagcsere zavarok, gyomorsav-elégtelenség és általános legyengülés gyógyítására. Fürdő kezelésre pedig szívizom-megbetegedések, magas vérnyomás, Basedow-kór, hormonzavarok, a központi idegrendszer zavarai, neuraszténia estén használható.
Gyógyvize kalciumos, magnéziumos, vasas, szénsavas és kén-hidrogénes gyógyhatását már a századelején felfedezték. A fürdő jelenleg a felújítás kezdetén áll, gyógyhatása és népszerűsége miatt komoly fejlesztését vették tervbe.
A fürdőtől délre, a Nagyrét nevű lapály természetvédelmi terület. Védett növénye a kockás kotuliliom (Fritillaria meleagris), jégkorszakbeli maradvány. A remeteiek népiesen a virágalakjáról harangvirágnak nevezik.

### Horgászat
A horgászatot kedvelőknek kiváló szórakozást biztosíthat a Maros. A gyergyóremetei Maros szakasz halállománya főleg csuka, balin, márna, őnhal, paduc és menyhal. A halállomány az utóbbi időben növekvőben van.

### Túralehetőségek
A természetjáróknak és vadászatot kedvelőknek valóságos paradicsomot jelenthet a Görgény hegység. Királyok, fejedelmek keresték fel, hegyeiben gyönyörködve és medvére, szarvasra vadászva. 1366-ban Nagy Lajos királyunk a Görgényben jártakor írt levelet Marco Cornuzzo velencei hercegnek, amelyben gályákat rendelt a tervezett itáliai hadjáratához. Megfordultak itt a Rákóczik, Bethlenek, Báthoryak is. Állítólag Remete és a Görgényi uradalom határának I. Rákóczi György fejedelem a Kereszthegy vízválasztóját jelölte meg. Majd többször járt itt vadászni a tragikus véget ért Rudolf trónörökös, I. Ferenc József király fia; Edward walesi herceg, aki később VII. Edwardként volt Nagy-Britannia királya; híres politikusok, mint Károlyi István gróf és Esterházy Alajos herceg. Kastélya volt a Görgényben a román királyi családnak, valamint Horthy Miklós kormányzónak is.
Remetéről az Észak-Görgény közelíthető meg. Hegyei a vulkánok megmaradt szakadékos, meredek peremei, amelyeknek ormai uralják a vidéket. A hegyvidék 35-40%-át összefüggő erdő borítja, különösképpen lúc- és vörösfenyő. Gazdag növény- és állatvilága régen ismert. Védettséget élvez a barnamedve, szarvas, vadmacska, hiúz, siketfajd, a növények közül a Boldogasszony papucsa, sárga tárnics, tiszafa és cirbolyafenyő.
A Gyergyóremetére látogató és természetjárásnak hódoló turista természeti látványosságokban bővelkedő egy vagy több napos gyalogtúrákra indulhat a községből.
Egy napos kirándulásra ajánlott:
Remete – Kicsibükk – Öreghegy – Görgényi kőgombák – Maroshévíz útvonal
Közepes nehézségű út, menetidő 10-11 óra. Szintkülönbség 850 méter.
Az út hosszúsága miatt reggel korán kell indulni. Kiinduló pont lehet Kicsibükk település, ahova a tejporgyártól nyugat irányban induló mezei utakon, vagy a csutakfalvi temetőnél jobbra forduló úton 2 kilométer után jobbra letérve az Eszenyő és Martonka patakok által közrefogott dombhátakon átkelve lehet eljutni. Eddig a menetidő 2 óra. Jó időben az út egy része autóval is járható. A kicsibükki templomtól kiindulva nyugat irányba a gerincen felvezető úton itató vályúkhoz érünk. Innen gyönyörű kilátás nyílik a Gyergyói-medence északi és keleti részére. Szemközt a Gyergyói-havasok vonulata látható, háttérben a Tölgyes és Hágótő felett emelkedő Vithavas (1609 m) kopár csúcsával. Mögötte jobbra tiszta időben a Csalhó (1795 m) halvány körvonala is kivehető. A vályúktól az út jobbra tér. Félóra után egy kis tisztást elhagyva ugyanennyi idő múlva érünk ki a Zászpás nevű tisztásra, ahol az út elágazik. Mi a jobb oldalit követjük és negyedórai gyaloglás után rátérünk a Libán-tető – Bucsin – Eszenyő-tisztása – Öreghegy – Ratosnya főgerincen áthaladó kék sávval jelzett turista utra. A nagy gyakorisággal ismétlődő kék sávos jelzést követve, a Batrina forrását érintve másfél óra alatt érünk fel az Öreghegy csúcsára. Az Öreghegy a Görgényi vonulat egyik legszembetűnőbb hegytömbje, a Fancsal nagy vulkáni kráterének keleti peremét képezi. A csúcsot erdő borítja, kilátás nincs. Innen az út három felé ágazik. Várhegy irányába és a főgerincen tovább a Fancsal felé, de mi a Maroshévíz felé mutató tábla után a kék sávos jelzést követjük. Mintegy 200 méter után érkezünk a ritkás fiatal fenyvesekkel benőtt Öreghegy Kilátóra. A gyönyörű táj az eddig megtett minden fáradságért kárpótol. Balra a Bérces (1653 m) és a tévé-relével (nem működik) a csúcsán a Fancsal látható. Előttünk Maroshévíz, a Maros-völgye Ratosnya vonaláig, közepén a Nagy-Magura (1481 m) csúcsával. Keleten a Kelemen-havasok. A jelzést követve egy tisztáson álló házat érintve (erdei gyümölcsszedő cigányok félig elégették) fiatal fenyvesen át érünk le egy óra alatt az Öreghegy-alji traktorúthoz. Az úton és a patakon átkelve enyhén meredek erdei úton félóra múlva kis tisztásra érünk. A tisztáson balra az erdőbe betérve 200 méter után csodálatos kép fogad: a Görgényi bábelék (Babele Gurghiului). Az évmilliók során a természeti erők gyönyörű gomba és oszlop forma szikla alakzatokat hoztak létre, közöttük mély szakadékokkal. Órákig lehetne csodálkozni bennük. Utunkat tovább folytatva másfél kilométer után az út elágazik. Jobb oldali, a kék kereszttel jelzett Galócásra visz. Mi továbbra is a kék sávot követjük gyönyörű tisztásokon és kis erdőkőn keresztül. Szemközt végig láthatók a Kelemen-havasok csodás, sziklás csúcsai. Utunk tulajdonképpen a Tyúk-patak és a Zapoda-pataka által közrefogott Bánffy-plató enyhe lejtőjén visz tovább. Mintegy két óra múlva a Bánffy (Bradul) hővizes üdülőtelepén áthaladva érünk a Maroshévízi állomásra, ahonnan az esti vonattal fél óra alatt érkezhetünk vissza Gyergyóremetére. Az útvonal sível télen is járható, de csak gyakorlott turistáknak.
Látványosságokban gazdag ugyancsak egy napos kirándulás tervezhető Remetéről Hegyes – Kereszthegy – Eszenyő tisztása útvonallal.
Közepes nehézségű, szintkülönbség 750 méter, a menet idő 9-10 óra. A csutakfalvi temetőtől jobbra a Remete – Laposnya – Erdőslibánfalva megyei útvonalon indulunk, jobbról az Eszenyő-völgyével párhuzamosan. Másfél óra múlva elérjük jobboldalt az erdőpásztor házat. Innen turistajelzés van, sárgaháromszög.
Egy kőfejtő rakodó rámpája után átmegyünk az Eszenyő-patakán és utunkat az itt befolyó Kecskekő-pataka völgyében folytatjuk. Az eleinte málnabozótos, mogyorófás területen vezető úton felfele haladva jó óra után érünk el a Hegyes csúcsát jelentő Kecskekő sziklái alá. A sziklatömböt jobbról félig megkerülve érhetünk fel a csúcsra (1483 m), ahonnan szép kilátás nyílik Remete és a Gyergyói medence egy részére. Alattunk szép tisztáson az Eszenyő-pataka és több esztena látható. A legszebb látvány a szemben levő Kereszthegy, utunk következő állomása. A csúcsról leereszkedve a nyugati oldalon rég lehagyott kanyargós erdei úton félóra alatt érünk le az erdei tisztásra. A patakon átmenve egy enyhén balra ívelő úton, amelyik majd ösvényben folytatódik, érhetünk fel a Kereszthegy (1517 m) csúcsa alatti tisztásra. Magát a csúcsot erdő borítja, de a tisztásról szép kilátás nyílik a Fehérág – Görgény völgyére. Távolban a Görgényi havasok legmagasabb hegye, a Mező-havas (1777 m) látható. Alattunk a Veres-mező, Barta-mezeje, Laposnya és Tolvajkút hatalmas erdőségei. Valamikor Szászrégen felől itt tértek haza a remetei tutajosok. Sokukat útközben kirabolták, innen is a Tolvajkút elnevezés is. Ugyancsak itt már megtalálható a ritkaság számba menő cirbolyafenyő (Pinus cembra), például a védetté nyilvánított Barta-tetőn.
A tisztás felső felének déli részén keskeny nyíláson ösvény vezet be az erdőbe, amelyik majd úttá szélesedik. Körülbelül egy óra alatt érünk le az Eszenyő-tisztására (a remeteiek Sároshídnak nevezik). Az út tulajdonképpen ma Hargita és Maros megye határát is képezi. A tisztáson emeletes erdészház van állandó erdővédelmi szolgálatra. A mellette elhaladó Lapsonya – Remete erdei úton mintegy 14 kilométer megtétele után érhetünk vissza Gyergyóremetére.
A leírt két túraútvonalon kívül Remetéről sátras felszereléssel több napos szép kirándulásokat is lehet szervezni Laposnya – Görgény, Bakta, Dandár, Bucsin-tető irányába.

## Híres emberek
- Itt született Bernád Imre honvéd százados.
- itt született 1882-ben Balás Jenő bányamérnök a magyar alumíniumipar megteremtője.
- Itt született 1883-ban Balás Elek választási kampányigazgató, ügyvéd, kormányfőtanácsos.
- Itt született 1908-ban Puskás Ferenc ferences szerzetes, egyháztörténész
- Itt született 1910-ben Ferenczi István fafaragóművész.
- Itt töltötte gyermekkorát Cseres Tibor író.
- Itt született 1957-ben Nagy Mária énekesnő
- Itt született 1964-ben Portik Péter  festőművész
- Itt született 1982-ben Borbély András költő, irodalomtörténész.
- Itt született 1983-ban Molnár Levente operaénekes.

## Fotógaléria
|                        |                                      |                                    |                                |                               |
| Balás Jenő Iskola      | Fráter György Iskola                 | Szent Anna Szociális Ház           | Eszenyői vízimalom             | Székelykapu                   |
|                        |                                      |                                    |                                |                               |
| A Szent Margit-kápolna | Úrnapi körmenet                      | Milleniumi emlékmű                 | Útszéli kereszt                | Világháborús emlékmű          |
|                        |                                      |                                    |                                |                               |
| Gyergyóremetei tájkép  | Gyergyóremete Polgármesteri Hivatala | A Maros tavasszal Gyergyóremeténél | A Maros télen Gyergyóremeténél | Gyergyóremete környéki hegyek |